# Boston
Pour les articles homonymes, voir Boston (homonymie).
 (septembre 2021).
Si vous disposez d'ouvrages ou d'articles de référence ou si vous connaissez des sites web de qualité traitant du thème abordé ici, merci de compléter l'article en donnant les références utiles à sa vérifiabilité et en les liant à la section « Notes et références ».

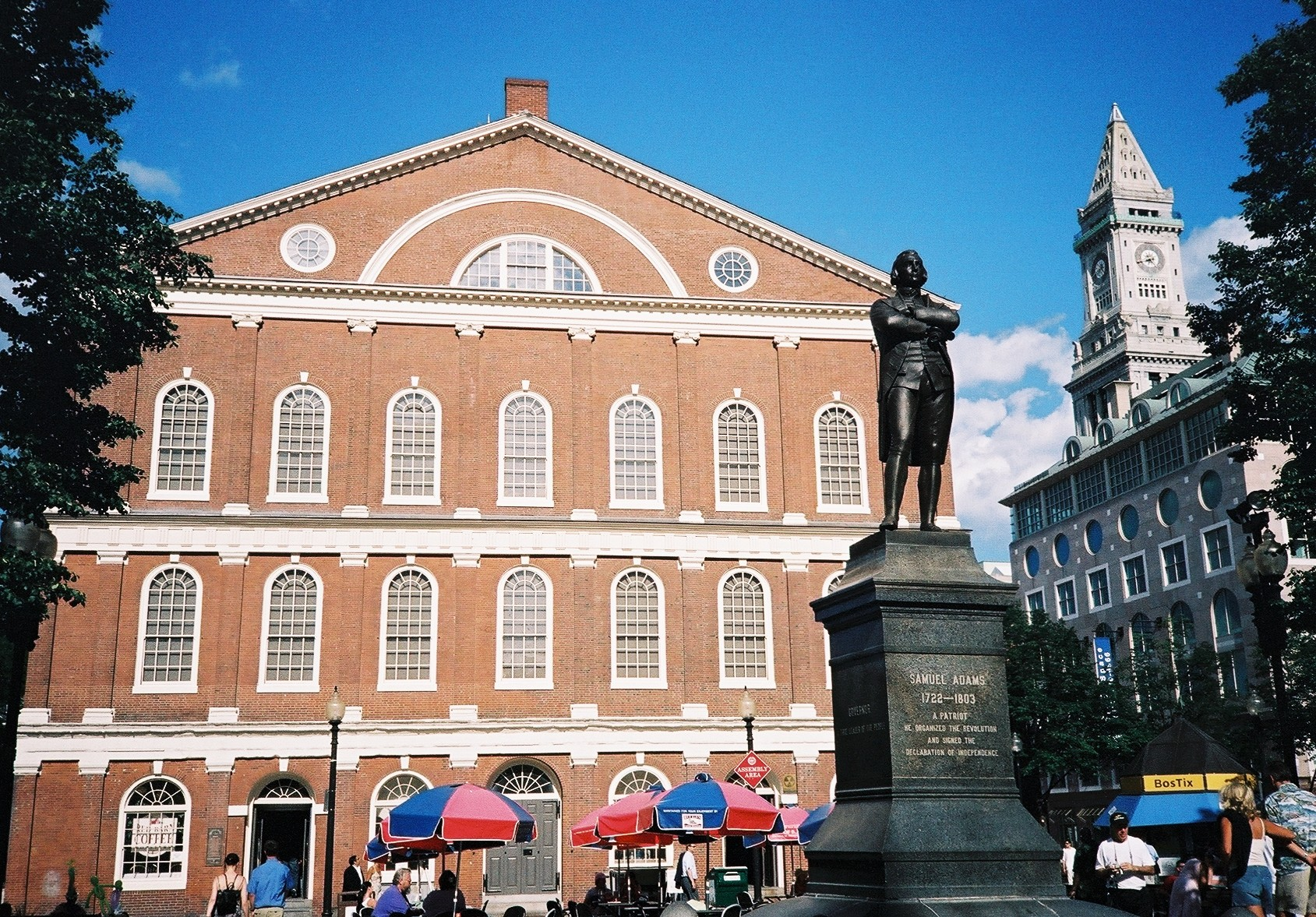
Faneuil Hall de Boston et statue de Samuel Adams.

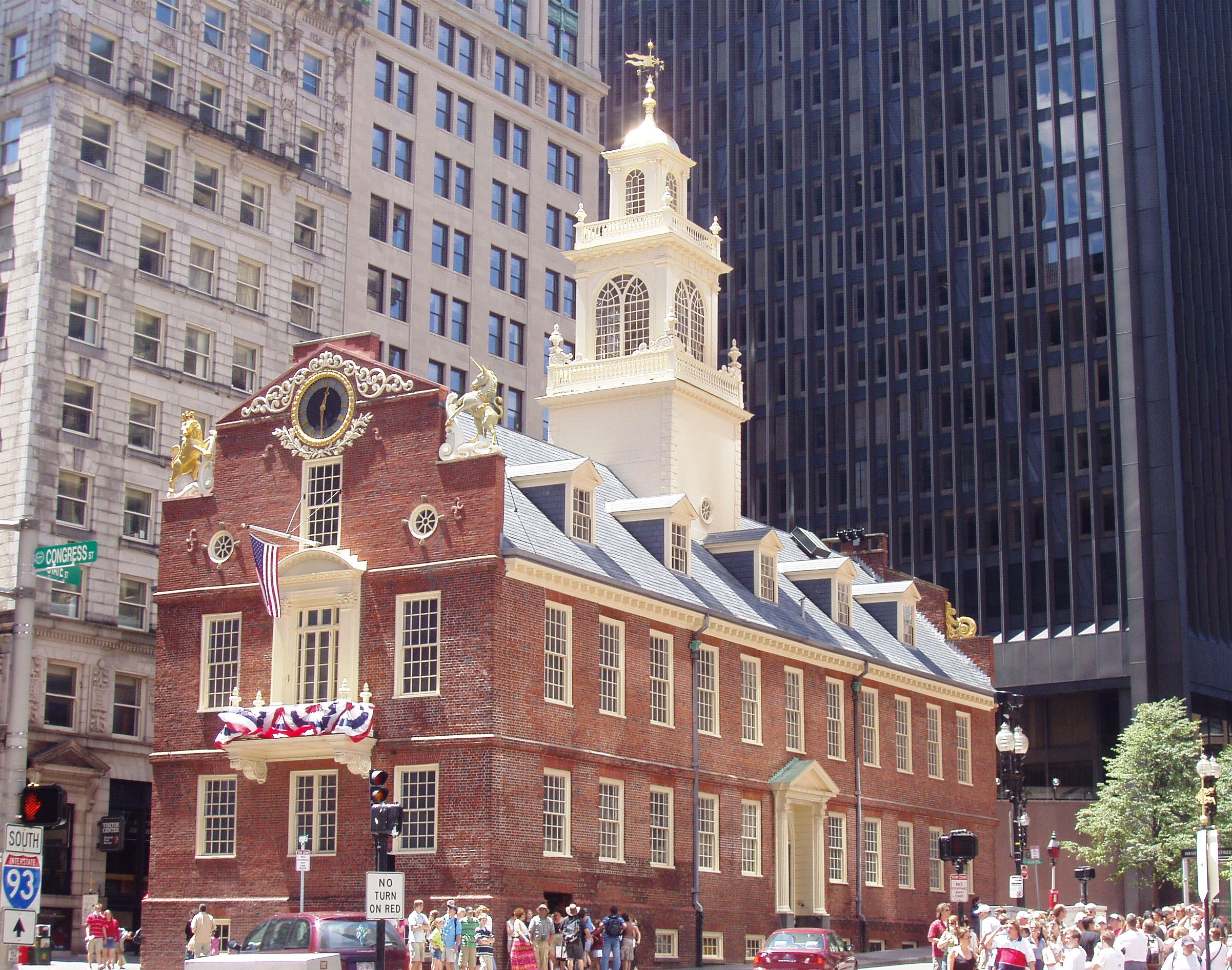
Le Vieux Capitole (Old State House) du Massachusetts à Boston, bâti en 1713.

Boston (/bɔstɔn/  ou /bɔstɔ̃/ ; en anglais /ˈbɔstən/ ) est la capitale et la plus grande ville de l'État du Massachusetts et de la région de Nouvelle-Angleterre, dans le Nord-Est des États-Unis. La ville compte 675 647 habitants selon le bureau du recensement fédéral de 2020, et la zone métropolitaine de Boston-Cambridge-Quincy en concentre environ 4 628 910, ce qui fait d'elle la dixième agglomération des États-Unis (après Atlanta).
Elle constitue le nord de la mégalopole du Nord-Est des États-Unis, communément appelée BosWash, qui s'étend de Boston à Washington en passant par New York. La ville est traversée par le fleuve Charles, un fleuve côtier qui se jette dans le Boston Harbor, un estuaire au fond de la baie du Massachusetts sur les bords duquel la ville s'est construite. Centre économique et culturel de la Nouvelle-Angleterre, Boston est connu pour l'excellence de ses universités, notamment l'université Harvard et le Massachusetts Institute of Technology (MIT), situés dans la ville voisine de Cambridge.
Boston est l'une des plus anciennes villes des États-Unis. Fondée en 1630 sur la péninsule de Shawmut, au fond du Boston Harbor, par des puritains anglais fuyant les persécutions religieuses de leur pays, elle s’est rapidement développée dès le XVIIe siècle : l'université Harvard est notamment fondée en 1636. La ville reprend le nom d'une petite ville de l'est de l'Angleterre, et les Français l'appellent « Baston » pendant le XVIIe siècle. Vers 1750, elle compte 15 000 habitants et est alors la troisième ville la plus peuplée des Treize Colonies. Elle joue un rôle central durant la guerre d'indépendance américaine et est le témoin d'événements majeurs, tels que le massacre de Boston, le siège de Boston et la Boston Tea Party (1773). Au XIXe siècle, l'immigration italienne et irlandaise fournit une importante main d'œuvre aux usines textiles et au secteur portuaire. Au cours du XXe siècle, son économie se reconvertit vers la finance et les industries de haute technologie, bien que l'enseignement supérieur demeure le principal domaine économique.
Enfin, le paysage urbain de Boston ne ressemble pas aux autres villes américaines : son centre a gardé de nombreux édifices de l'époque coloniale, ses rues ne sont pas rectilignes et la cité réserve bien des axes aux piétons ou aux vélos. La ville est divisée en de nombreux quartiers. Back Bay et Beacon Hill sont des quartiers résidentiels huppés. Fenway Kenmore concentre les administrations et accueille le stade de baseball de la ville, le Fenway Park. Le centre de la ville se compose également de Downtown — un quartier mixte où se trouvent aussi bien des habitants au revenu modeste que le quartier d'affaires (en) — et de Chinatown. À l'image de New York, située à 306 km au sud-ouest, Boston compte un vaste jardin public en plein cœur de l'agglomération : l'ensemble composé du Boston Common et du Boston Public Garden qui lui est adjacent. Le Faneuil Hall est en outre l'un des bâtiments les plus visités du pays.
En 2015, Boston rejoint le mouvement Fab City, suivant l'appel lancé par le maire de Barcelone, Xavier Trias, à ce que toutes les villes du monde deviennent autosuffisantes pour 2054. La ville est la deuxième ville américaine la plus durable, selon des critères de développement durable, pollution, transports et production alimentaire, derrière San Francisco et devant New-York.

## Histoire
Avant l'arrivée des colons européens, les Amérindiens algonquins occupent la région de l'actuelle Boston. Fondée en 1630, la cité reprend le nom d’une ville anglaise du Lincolnshire (Nord-Est) dont sont originaires ses fondateurs anglais. Aux XVIIe et XVIIIe siècles, elle se développe et s’enrichit grâce à son port, par les relations commerciales maritimes avec la Grande-Bretagne et les Antilles. Boston devient le chef-lieu de la colonie de la baie du Massachusetts. Elle s'impose aussi comme la capitale intellectuelle de la Nouvelle-Angleterre, notamment avec l'ouverture d'Harvard en 1636 et la naissance de plusieurs journaux. La culture bostonnaise est alors très influencée par les valeurs du puritanisme et la théologie. Mais la cité acquiert également une réputation d’intolérance religieuse lorsqu'elle condamne Mary Dyer, une quaker en 1660. De même, le renversement du gouverneur Edmund Andros en 1689 est largement lié à ses politiques religieuses en faveur de l'Église d'Angleterre.
Vers 1750, Boston compte 15 000 habitants ; elle est alors la troisième ville la plus peuplée des Treize Colonies. L'activité industrielle est florissante (la construction navale, la métallurgie, le textile, la pêche et la distillerie) et le trafic transatlantique est placé sous le monopole britannique. Le port exporte du bois, de la farine, de l'huile de baleine, de la viande et du poisson ; les marchands bostoniens reviennent des Antilles avec du sucre, du rhum, des mélasses et du tafia. L'essor économique enrichit la bourgeoisie marchande qui contrôle les affaires de la cité.
Boston joue un rôle central avant et pendant la révolution américaine contre la Grande-Bretagne. Lorsque Londres impose une série de taxes et renforce sa présence militaire dans la deuxième moitié du XVIIIe siècle, les Bostoniens entrent en rébellion et réclament une représentation politique des colonies au Parlement du Royaume-Uni.
En 1770, le massacre de Boston alimente la rancœur des habitants. En 1773, ces derniers s'emparent de la cargaison de thé d’un navire britannique et la jettent par-dessus bord : cet épisode, appelé la Boston Tea Party (« Fête du Thé de Boston »), est l'un des événements les plus célèbres de la révolution américaine. L'année suivante, le gouvernement britannique fait bloquer le port et envoie des soldats.

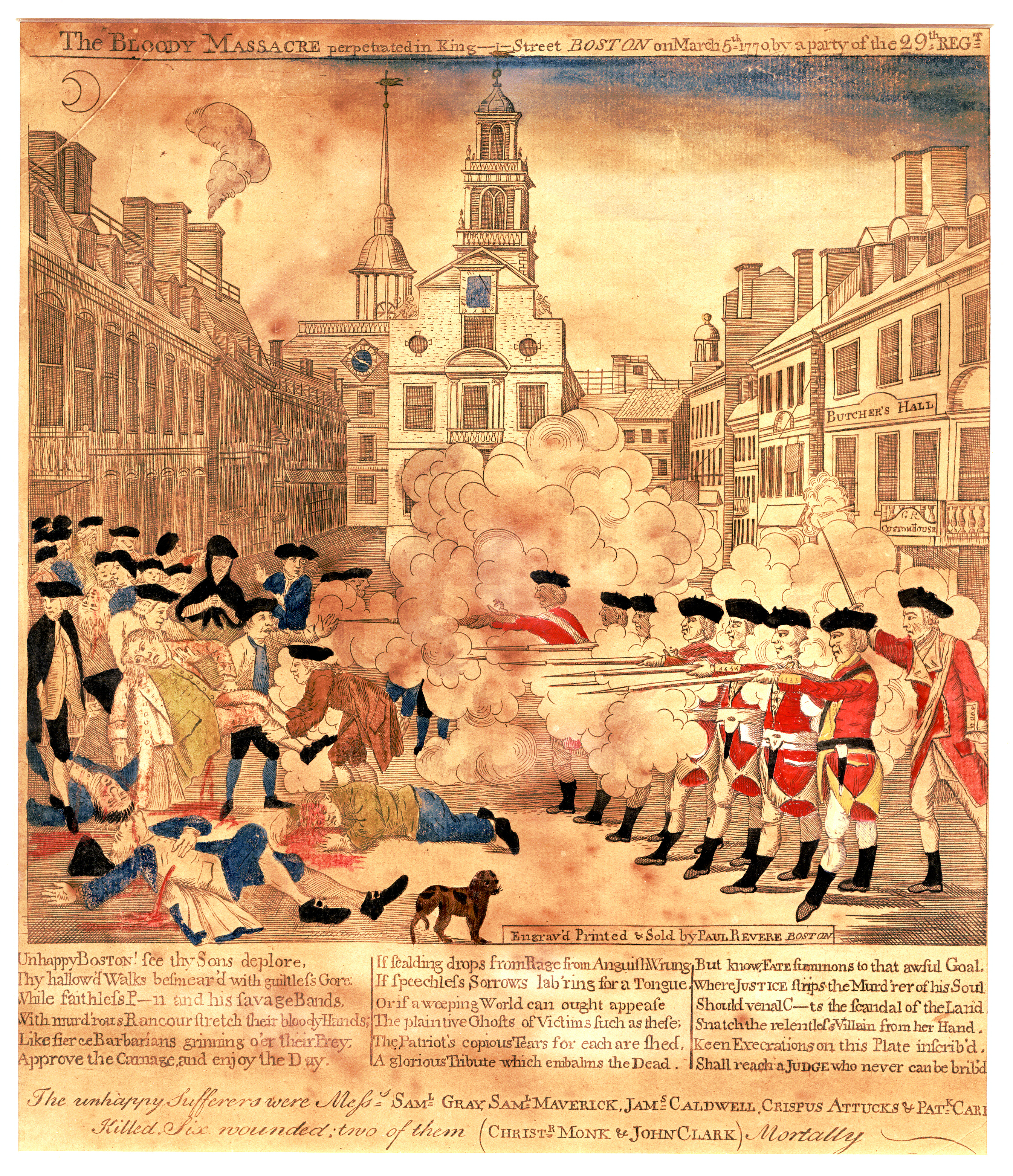
Massacre de Boston.

La guerre d'indépendance commence en 1775 avec les batailles de Lexington et Concord qui se déroulent à une trentaine de kilomètres de Boston. Le 17 juin 1775 s'engage la bataille de Bunker Hill (Charlestown) qui se solde par la défaite des résistants américains. En 1776, George Washington conquiert Boston, tenue jusqu’ici par les troupes du général britannique William Howe. Pendant cette période, Paul Revere, le fils d’un huguenot (son nom de naissance était Paul Rivoire), fait sa fameuse chevauchée. Boston est surnommée le berceau de la Liberté et plusieurs de ses sites historiques restent des attractions touristiques populaires. La guerre se termine en 1783 par le traité de Versailles et la création des États-Unis. Le Massachusetts devient un État fédéré de l’Union en 1788 et son gouverneur siège à Boston.

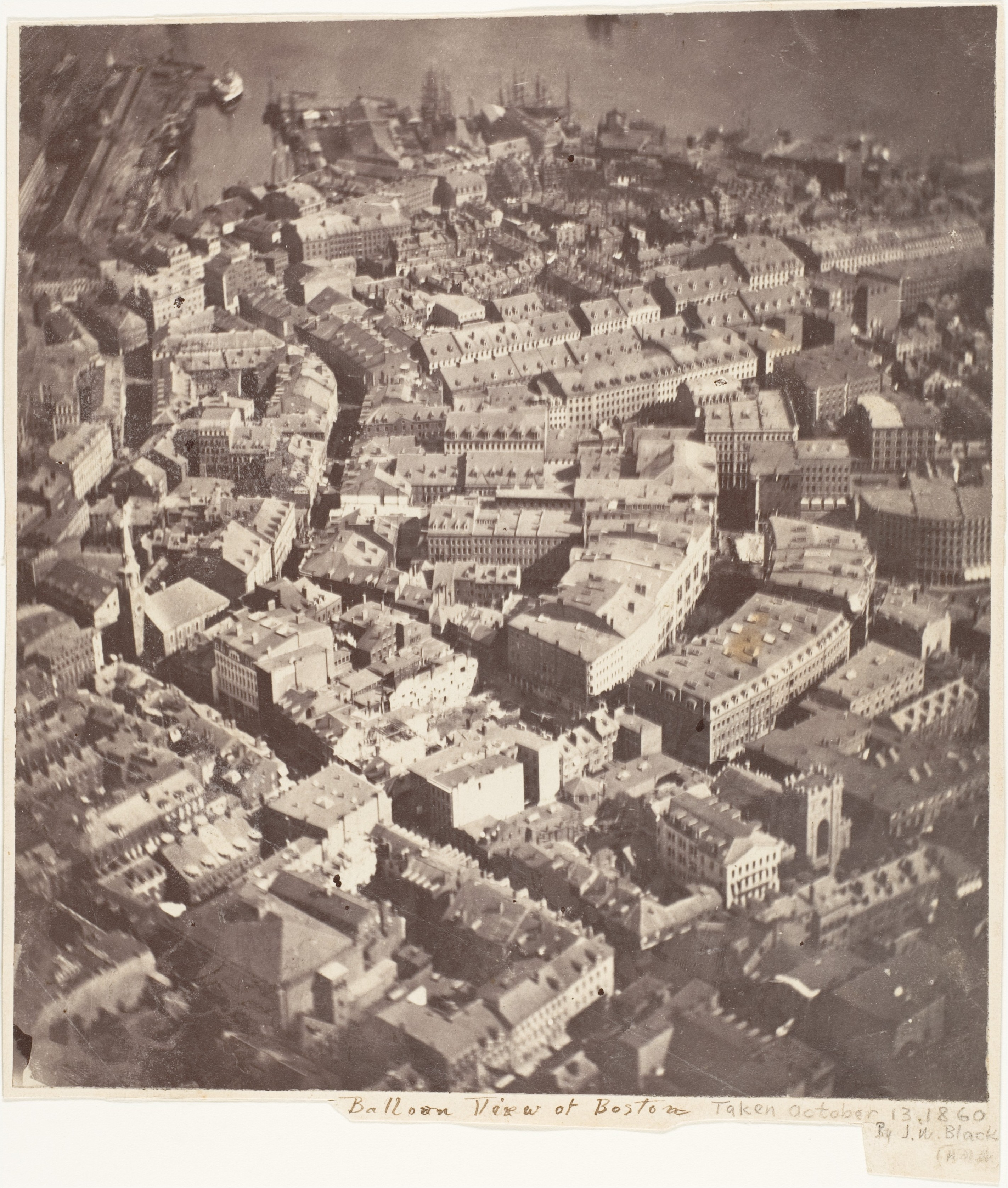
Vue aérienne du centre de Boston en 1860.

Après la guerre d’indépendance, comme New York, Baltimore et la capitale fédérale Philadelphie, Boston accueille l'une des 4 bourses rivales des États-Unis, même si Philadelphie puis New-York vont tirer leur épingle du jeu financier. Boston continue à se développer en même temps que le port de commerce international, exportant du rhum, du poisson, du sel et du tabac. Une charte lui octroie son autonomie municipale en 1822, et au cours des années 1850 Boston devient l’un des plus grands centres manufacturiers des États-Unis, célèbre pour la confection, l'industrie du cuir, la construction navale et la fabrication de machines. La guerre de Sécession stimule la production industrielle destinée au ravitaillement des troupes.
La ville reste longtemps dominée par de riches familles dont plusieurs sont toujours présentes à Boston. Leur généalogie remonte aux premiers colons et certaines sont surnommées les « brahmanes de Boston », en allusion au système de castes indien. À partir des années 1840, de nombreux immigrants européens arrivent à Boston, en particulier des Irlandais, qui fuient la Grande Famine. Ils sont employés dans l'industrie textile. Avec les Italiens, ils forment une importante population catholique qui inquiète les WASPs.

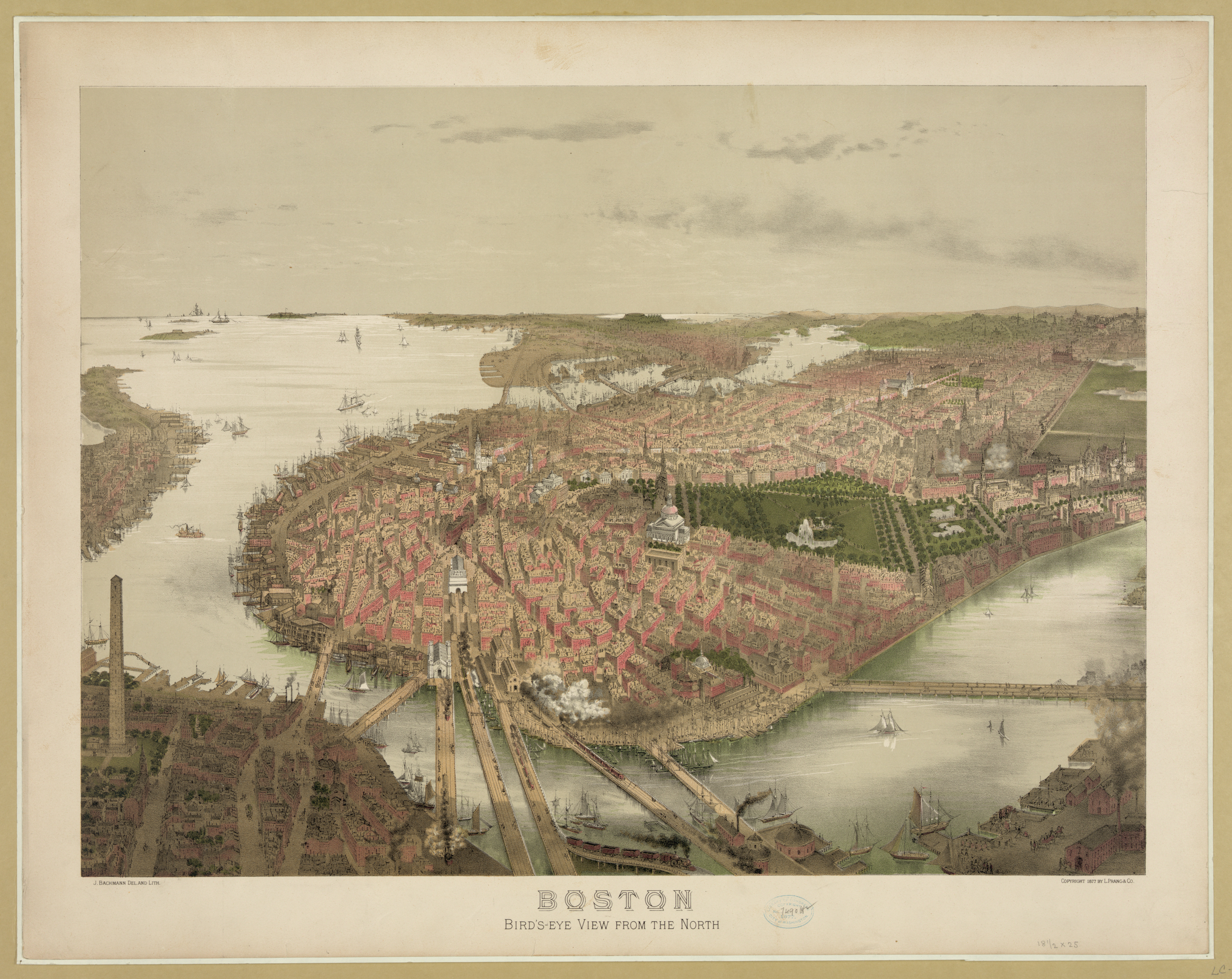
Vue aérienne de la ville de Boston, c.1877.

Malgré la concurrence de New York, Boston reste un foyer intellectuel et culturel de premier ordre au XIXe siècle. La ville accueille de nombreux écrivains américains (Ralph Waldo Emerson, Nathaniel Hawthorne, Henry James, etc.). Elle finance les industries naissantes du Michigan, en particulier le cuivre, grâce à sa Bourse.

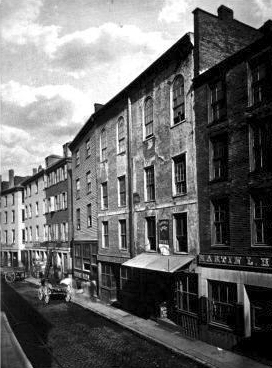
Ann’s Street en 1880.

L'entre-deux-guerres est une période de crises pour la ville : en septembre 1919, une grande grève touche la police de Boston. Le 23 août 1927, les anarchistes italiens Nicola Sacco et Bartolomeo Vanzetti sont exécutés. Pendant la Seconde Guerre mondiale, Boston reconvertit son économie pour les besoins de l'industrie de guerre. Mais après le conflit, l'économie connaît une récession, qui touche en particulier le secteur halieutique. Les usines ferment et les entreprises vont s'établir dans le Sud du pays où la main-d'œuvre est meilleur marché. Les quelques atouts de Boston, d'excellentes banques, ses hôpitaux, ses universités, son savoir-faire technique, comptent alors peu à l'échelle de l’économie du pays. La crise économique entraîne une crise sociale et urbaine.
Boston connaît un renouveau économique depuis les années 1970. À ce moment, l’importance des institutions financières dans l'économie américaine s'accroît, beaucoup de particuliers plaçant leur épargne en bourse et Boston se développe dans le secteur financier. Alors que le poids des dépenses de santé augmente aux États-Unis, de nombreux hôpitaux de la ville dégagent des bénéfices. Les universités attirent des dizaines de milliers d’étudiants et des fonds très importants sont investis par le gouvernement dans la recherche. L'agglomération devient le deuxième pôle américain pour les hautes technologies (informatique, biotechnologies), derrière la Silicon Valley californienne. La construction de nouveaux gratte-ciel dans le quartier des affaires témoigne du réveil économique de Boston.
Le 15 avril 2013, à 14 h 48 (heure locale), deux explosions ont lieu lors du marathon de Boston, près de la ligne d'arrivée, tuant trois personnes et en blessant près de 170 autres. Les explosions sont dues à deux bombes. Après une semaine de recherche par la police locale et le FBI, une des deux personnes suspectées, Tamerlane Tsarnaïev, un immigré tchétchène, est tué le 19 avril 2013. L'autre, Djokhar Tsarnaïev est arrêté par la police le 20 avril 2013 dans la banlieue de Watertown.

## Géographie

### Situation et site

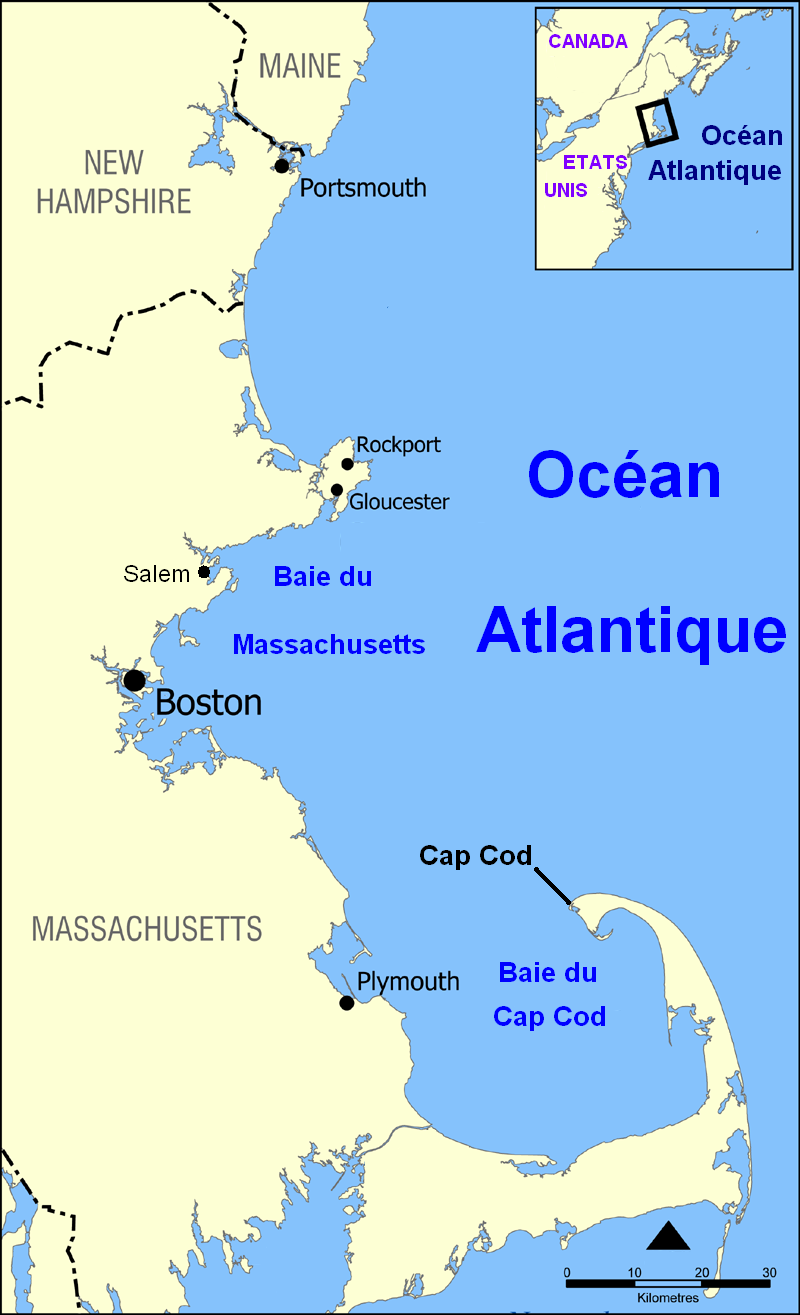
Carte de situation de Boston.

Boston se situe dans le nord de la mégalopole du nord-est des États-Unis appelée BosWash. Elle est la ville la plus importante de la Nouvelle-Angleterre et se trouve sur la côte orientale de l'État du Massachusetts. Elle est entourée par les villes de Revere, Chelsea, Everett, Somerville, Cambridge, Watertown, Newton, et Quincy. Plusieurs autres villes en périphérie constituent le Grand Boston.
Boston a longtemps profité d'une situation très favorable sur la côte de l'océan Atlantique : plus proche de l'Europe occidentale que sa rivale New York, elle a développé son trafic maritime et son industrie jusqu'au XIXe siècle. La baie du Massachusetts offrait un abri en eaux profondes pour les navires et son site péninsulaire lui donnait une défense naturelle. La ville du XVIIe siècle s'étalait sur la péninsule de Shawmut, reliée au continent par un isthme. À l'ouest s’étendaient des marais envahis par la marée : de nos jours, cette partie correspond au quartier de Back Bay. Le centre de la Boston coloniale se trouvait autour de l'Old State House. Enfin, la ville était entourée à l'origine par trois collines, les Trimoutains, dont il ne reste aujourd’hui que celle de Beacon Hill ; les autres ont été rasées pour combler le port de Boston et le secteur de Back Bay. La physionomie de la ville a donc été considérablement transformée entre sa fondation et le XXe siècle (voir le paragraphe urbanisme plus bas). Tout comme San Francisco, Boston est aujourd'hui en grande partie implantée sur des terre-pleins artificiels qui ont fait disparaître son caractère péninsulaire.
Les deux cours d'eau de la Charles River et de la Mystic River permettent une communication facile avec l'intérieur des terres. Avec le percement du canal Érié au début du XIXe siècle, Boston perd son avantage au profit de New York. La croissance du trafic dans le bassin du Mississippi et des Grands Lacs éclipse également l'influence de Boston. Aujourd’hui, la rivière Charles sépare Boston de Cambridge et Charlestown. À l'est de la ville se trouvent le port de Boston et ses îles, notamment Georges et Spectacle. Sur l'île Georges est érigé le Fort Warren, de l’époque de la guerre civile. L’île Spectacle quant à elle, a été exploitée sur le plan agricole et a également été le siège de l’hôpital de quarantaine. Elle comporte une plage, des kilomètres de sentiers et le point de vue le plus élevé des îles, à 47 mètres.
La rivière Neponset délimite la frontière entre Boston et les villes voisines de Quincy et Milton, au sud-est. Plus du quart du territoire de la ville est sous le niveau de la mer, qu'il s'agisse de la rivière Charles ou du quartier du port.

### Climat
Le climat de Boston est à l’image de celui de la Nouvelle-Angleterre : il est tempéré de façade orientale, qui se caractérise par une amplitude thermique relativement importante (25 °C). La Nouvelle-Angleterre ne bénéficie pas du rôle de régulateur thermique de l’océan Atlantique, ni des effets du Gulf Stream.
D'après la classification de Köppen : la température moyenne du mois le plus froid est inférieure à 0 °C (janvier avec −1,5 °C) et celle du mois le plus chaud est supérieure à 10 °C (juillet avec 23,2 °C) donc c'est un climat continental. Les précipitations sont stables, donc il s'agit d'un climat continental froid sans saison sèche. L'été est chaud car la température moyenne du mois le plus chaud est supérieure à 22 °C (juillet avec 23,2 °C).
Donc le climat de Boston est classé comme Df dans la classification de Köppen, soit un climat continental humide avec été chaud.
La position de Boston expose la ville aux flux méridiens froids en hiver et chauds en été, qui apportent des perturbations. Le total annuel des précipitations, sous forme de pluie ou de neige, est de 1 054 mm. La région est assez régulièrement arrosée tout au long de l'année, avec un maximum des précipitations en mars. Les températures sont contrastées entre l'hiver et l’été, celui-ci se prolonge jusqu’en septembre et octobre : on désigne cette période par l’expression « été indien ». Lorsque les masses d’air tropical chaudes et humides remontent du golfe du Mexique, les Bostoniens connaissent alors des périodes de canicule, comme celle de l’été 2006. En leur temps, les colons anglais s'étaient trouvés désemparés lorsqu’ils virent leurs récoltes de céréales pourrir en juillet. Les hivers sont quant à eux froids et venteux, les tempêtes de neige sont fréquentes : par exemple, le blizzard de février 2006 a paralysé les infrastructures de transport de toute la région.
| Mois                              | jan.  | fév.  | mars  | avril | mai   | juin | jui.  | août  | sep. | oct.  | nov.  | déc.  | année   |
| --------------------------------- | ----- | ----- | ----- | ----- | ----- | ---- | ----- | ----- | ---- | ----- | ----- | ----- | ------- |
| Température minimale moyenne (°C) | −5,4  | −4    | −0,4  | 4,8   | 10    | 15,3 | 18,6  | 18,2  | 14,2 | 8,1   | 3,3   | −2,1  | 6,7     |
| Température moyenne (°C)          | −1,5  | 0     | 3,7   | 9,1   | 14,6  | 20   | 23,2  | 22,4  | 18,4 | 12,4  | 7,2   | 1,7   | 10,9    |
| Température maximale moyenne (°C) | 2,4   | 4     | 7,7   | 13,4  | 19,1  | 24,7 | 27,7  | 26,7  | 22,7 | 16,6  | 11,1  | 5,4   | 15,1    |
| Ensoleillement (h)                | 164,3 | 169,5 | 213,9 | 228   | 266,6 | 288  | 300,7 | 275,9 | 237  | 207,7 | 144   | 142,6 | 2 638,2 |
| Précipitations (mm)               | 85,3  | 82,6  | 109,7 | 95    | 88,4  | 93,5 | 87,1  | 83,6  | 87,4 | 100,1 | 101,3 | 96    | 1 110   |

### Quartiers, paysage urbain et urbanisme

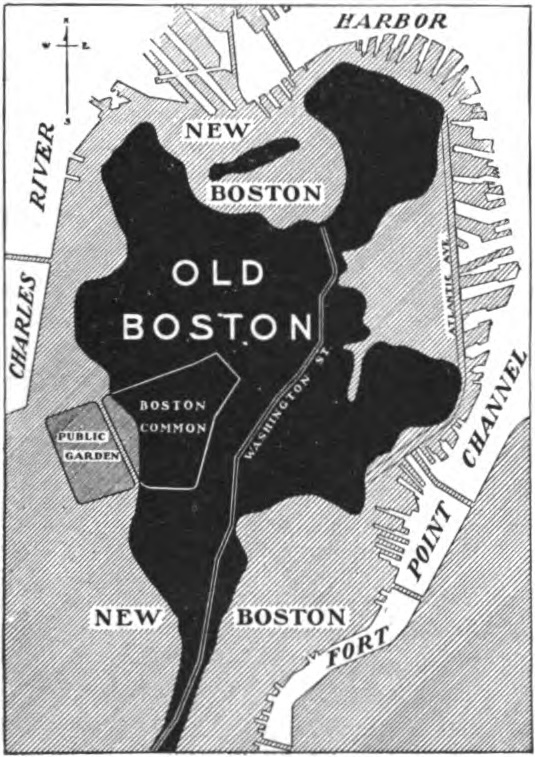
Le site sur la péninsule du XVIIe siècle (en noir, Old Boston) a été progressivement agrandi par des polders (en gris, New Boston). Le port (harbor) s'est développé à l'est.

Tout au long de son histoire, l'urbanisme de Boston a connu d’importants bouleversements, liés à la croissance démographique et économique de la cité. Ces mutations peuvent être résumées en trois phases : poldérisation au XIXe siècle, suburbanisation et construction de gratte-ciel au XXe siècle. La capitale du Massachusetts a su préserver son patrimoine historique et s'adapter aux besoins de la modernité.
Boston est l'une des plus anciennes villes des États-Unis. Sa prospérité économique au XIXe siècle permet aux élites enrichies de se faire construire de belles demeures victoriennes à Beacon Hill. L'urbanisme des premières décennies du XIXe siècle est marqué par les réalisations de l'architecte Charles Bulfinch : celui-ci transforme la ville coloniale en une cité américaine moderne. Il dessine plusieurs maisons en briques, notamment à Louisburg Square, ainsi que le Capitole de l'État du Massachusetts, en style néo-classique. De nouvelles rues sont percées comme la « Commonwealth Avenue », large de 60 mètres.

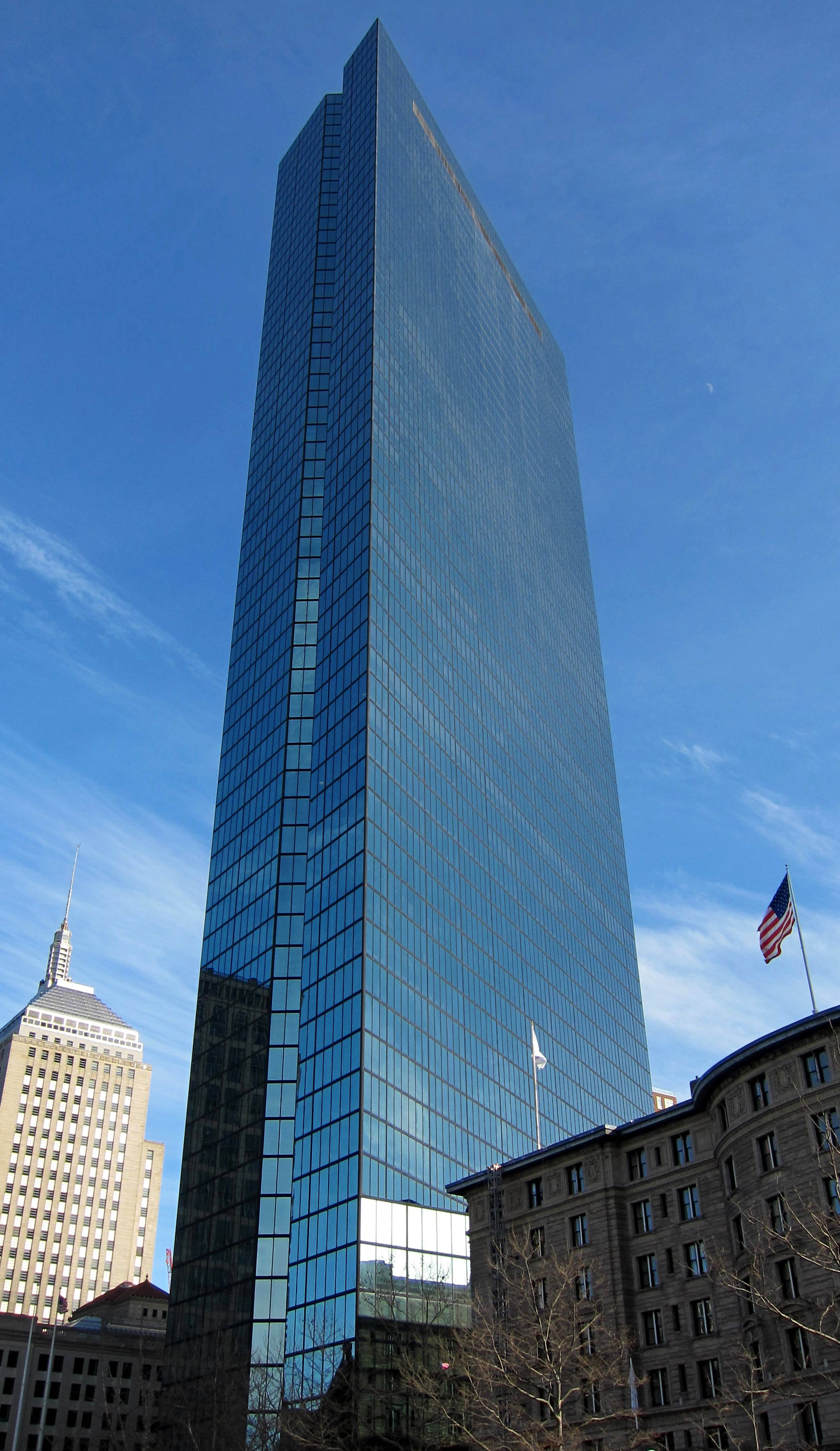
Le 200 Clarendon Street est, du haut de ses 241 mètres, le plus haut gratte-ciel de la ville.

Avec la croissance économique et l'immigration, la ville ne cesse de s'étendre : enserrée au nord d'une péninsule, la ville coloniale se trouve vite à l’étroit. Le comblement et l'assèchement des marécages tout au long du XIXe siècle permet d’aménager de nouveaux quartiers. À la fin du XIXe siècle, le quartier de Back Bay est complètement poldérisé ; la hauteur des maisons est limitée par une législation stricte. Entre 1630 et 1890, la superficie de Boston est multipliée par trois. La ville crée de nouveaux parcs et jardins publics : le Boston Common, acheté par la ville en 1634, est agrandi dans les années 1830. L'architecte-paysager Frederick Law Olmsted (1822-1903) conçoit plusieurs parcs, appelés le « collier d'émeraude ». Les magnats de l'industrie, de la finance et du commerce fondent les grandes institutions culturelles et sociales, ce qui entraîne le déplacement du centre de gravité de la ville vers l'ouest.
Tout au long du XIXe siècle, la ville se dote des infrastructures et des institutions d'une ville moderne : les premiers égouts sont aménagés à partir de 1823. Une police en uniforme est organisée en 1845. Le métro est mis en place en 1896, avant celui de New York et Chicago et fut ainsi le premier métro du continent américain. En 1910, l'achèvement d’un barrage crée le bassin de la Charles River, au nord-ouest. L’apparition de l'omnibus, du métro puis de l'automobile, entraîne un processus de périurbanisation. Une partie des classes moyennes quittent le centre pour s'installer en banlieue. Les quartiers dégradés sont laissés aux immigrants récents. L'étalement urbain s'accompagne de l’annexion de villes périphériques telles que Dorchester, Roxbury, West Roxbury, Brighton et Charlestown. Un organisme de coopération entre les municipalités de l'agglomération est mis en place : c’est la Metropolitan District Commission (1919).
Dans les années 1960, le code de l'urbanisme est modifié et autorise les tours de bureaux. Jusque-là, Boston n’avait aucun édifice très élevé, à part les bâtiments administratifs et les clochers des églises. Dès lors, l'allure de la skyline se transforme avec l’apparition de gratte-ciel. Le premier est la Prudential Tower (228 mètres, achevé en 1964). D’autres gratte-ciel sortent de terre dans les années 1970 : le One Boston Place (183 mètres), le 200 Clarendon Street (241 mètres) ou encore le Federal Reserve Bank Building (196 mètres). En 2006, 18 bâtiments dépassent les 150 mètres.
Aujourd'hui, le plan des rues présente des singularités par rapport à ceux des autres métropoles américaines : la configuration du site a entraîné l'élaboration d’un plan circulaire. À la différence des autres centres-villes du pays, le quartier des affaires n’est pas organisé selon un plan en damier. Le réseau des rues et des routes forme plutôt un plan radioconcentrique. Ce dessin accentue la centralité et provoque des embouteillages à l'intersection des principaux axes. La municipalité tente de pallier ces difficultés de circulation en faisant la promotion des moyens de transports en commun, mais aussi en perçant des tunnels comme le Big Dig. Une partie des activités industrielles et tertiaires se sont installées en périphérie et se sont implantées à proximité des échangeurs autoroutiers.

Panorama urbain sur Downtown Boston en 2016.

## Démographie
Au début du XVIIIe siècle, Boston était l'une des villes les plus peuplées des treize colonies britanniques. Malgré sa croissance démographique spectaculaire, elle n'a cessé de reculer dans le classement des villes américaines. Elle est notamment dépassée par New York dans la deuxième moitié du XVIIIe siècle. En 1690, Boston compte 7 000 habitants, en 1770, environ 16 000. Dans les années 1830, la population augmente de 52 %, grâce à l’immigration.
La crise des années 1950-1970 a fait partir une partie des Bostoniens. Mais depuis les années 1990, l’agglomération gagne à nouveau des habitants, notamment grâce aux rénovations urbaines, aux reconversions industrielles et à la gentrification. Le retournement de situation reste fragile car, entre 2000 et 2005, la ville de Boston a perdu 30 107 résidents. Cependant, trois quartiers se distinguent par leur croissance démographique : il s'agit de Central Boston, East Boston et North Dorchester.
Selon le dernier recensement pour l'année 2020, la ville de Boston comptait 675 647 habitants dans ses limites. L’aire métropolitaine de Boston, soit un territoire allant jusqu’à Lawrence, Salem, Nashua et Worcester, compte aujourd’hui près de 6 millions d’habitants.
L'originalité de la ville vient de sa petite taille (232 km2) comparée à celle de villes américaines d'importance semblable. La densité y est relativement élevée (4 924 hab./km2 contre 3 400 hab./km2 à Washington, D.C. par exemple), ce qui la rapproche des villes européennes.
Selon le recensement fédéral de 2020, Boston est la 21e plus grande ville des États-Unis.

### Répartition ethnique
Boston est devenue une ville cosmopolite au XIXe siècle. Elle est alors avec New York l'une des portes d’entrée aux États-Unis pour de nombreux Européens (Irlandais, Italiens, Allemands et Russes). Une partie des immigrants ne reste pas à Boston, comme le montre le film Horizons Lointains de Ron Howard : ils deviennent les pionniers de la conquête de l'Ouest. Après la guerre de Sécession, de nombreux Noirs migrent vers les cités industrielles du Nord-Est des États-Unis. À Boston, ils s'établissent dans le quartier de Roxbury, au sud de la ville ainsi qu'à Mattapan et North Dorchester. De nos jours, la part de la population afro-américaine est relativement importante : elle représente environ 1/4 des habitants. Les minorités de Latinos les plus nombreuses sont dans le quartier de Roxbury.
En 1900, près de la moitié des Bostoniens est d’origine irlandaise. Aujourd’hui, les descendants d'Irlandais ne représentent plus que 16 % de la population et se concentrent essentiellement dans le quartier de South Boston. La plus célèbre famille d'origine irlandaise, les Kennedy, vient d'ailleurs de l'agglomération de Boston.
| Profil démographique             | 1940   | 1970   | 1990   | 2013   |
| -------------------------------- | ------ | ------ | ------ | ------ |
| Euro-Américains                  | 96,7 % | 81,8 % | 62,8 % | 52,9 % |
| —Blancs non-hispaniques          | 96,6 % | 79,5 % | 59,0 % | 45,9 % |
| Afro-Américains                  | 3,1 %  | 16,3 % | 25,6 % | 24,1 % |
| Hispaniques et Latino-Américains | 0,1 %  | 2,8 %  | 10,8 % | 18,8 % |
| Asio-Américains                  | 0,2 %  | 1,3 %  | 5,3 %  | 9,0 %  |

Selon l'American Community Survey, en 2015, 62,31 % de la population âgée de plus de 5 ans déclare parler anglais à la maison, alors que 16,57 % déclare parler l'espagnol, 4,45 % une langue chinoise, 4,30 % un créole français, 1,79 % le vietnamien, 1,76 % le portugais, 1,17 % une langue africaine, 1,15 % le français, 0,88 le russe, 0,77 % l'arabe, 0,42 % l'italien, 0,59 % le coréen, 0,46 % le grec et 3,12 % une autre langue.

### Disparités sociales
Le revenu moyen des ménages bostoniens s'élève à 55 183 $ en 2004 : il est inférieur à celui de San Francisco mais plus élevé que celui de New York. Les dépenses affectées au logement sont importantes, en partie à cause de la gentrification. Le taux de chômage s’établit à environ 5 % et se situe dans la moyenne nationale. La part des actifs est supérieure à la moyenne de l'État et du pays. Boston souffre des mêmes maux que les autres villes-centres américaines : certains quartiers connaissent une grande pauvreté, en particulier dans la communauté afro-américaine de Roxbury. L'importante présence d'étudiants (Allston et Brighton) et de populations défavorisées peuvent expliquer en partie la relative faiblesse du revenu moyen par foyer.
| Classe d’âge | Boston | Massachusetts | États-Unis |
| ------------ | ------ | ------------- | ---------- |
| < 18 ans     | 19,8 % | 23,6 %        | 21 %       |
| 18-65 ans    | 69,8 % | 62,9 %        | 66,4 %     |
| > 65 ans     | 10,4 % | 13,5 %        | 12,6 %     |

| Groupe      | Boston | Massachusetts | États-Unis |
| ----------- | ------ | ------------- | ---------- |
| Blancs      | 54,5 % | 84,5 %        | 77,2 %     |
| Noirs       | 25,3 % | 5,4 %         | 12,9 %     |
| Asiatiques  | 7,5 %  | 3,8 %         | 4,2 %      |
| Amérindiens | 0,4 %  | 0,2 %         | 1,5 %      |
| Autres      | 12,3 % | 6,1 %         | 4,2 %      |

| Indicateur             | Boston   | Massachusetts | États-Unis |
| ---------------------- | -------- | ------------- | ---------- |
| Niveau secondaire      | 78,9 %   | 84,8 %        | 80,4 %     |
| Baccaulauréat          | 35,6 %   | 33 %          | 24,4 %     |
| Pauvres                | 19,5 %   | 9,3 %         | 12,4 %     |
| Taux de chômage        | 4,6 %    | 3 %           | 3,7 %      |
| Revenu moyen par foyer | 39 629 $ | 50 502 $      | 41 994 $   |

## Culture

### Festivals et événements
Chaque année plusieurs festivals de cinéma se tiennent à Boston : le plus important est le festival du film de Boston (Boston Film Festival) qui dure une semaine, en général au début du mois de septembre. Le festival du film français (Boston French Film Festival) est organisé chaque année depuis 1996 : il a lieu en juillet en coopération avec les services culturels de l’ambassade française. Le festival du film juif (Boston Jewish Film Festival) mis en place en 1989 a lieu en novembre. Enfin, le festival du film underground (Boston Underground Film Festival) et celui du film gay et lesbien (Boston Gay & Lesbian Film/Video Festival) existent depuis quelques années[Quand ?] et représentent le cinéma indépendant, tout comme le Festival international du film de Boston.
Dans le domaine de la musique, Boston organise un festival de musique baroque (The Boston Early Music Festival) depuis 1980 qui attire les spécialistes du monde entier.
Boston est aussi une des villes où est née la musique punk hardcore, avec un nombre impressionnant de groupes et une scène très active encore de nos jours.
Tout au long de l’année, de nombreuses parades défilent dans les rues de la ville et témoignent de sa diversité culturelle : Gay pride et parade haïtienne en juin, fête porto-ricaine en juillet, dominicaine en août, etc.
Pour le nouvel an, la ville de Boston organise chaque année depuis 1976 la First Night Boston. C'est la plus vieille, la plus grande et la plus élaborée des célébrations du nouvel an aux États-Unis, et elle est organisée pour toute la famille. On peut trouver, un peu partout dans le centre de la ville, des sculptures de glace, des concerts et des spectacles en plein air et à l'intérieur (dont beaucoup dans le Hynes Convention Center (en)), ainsi qu'un grand défilé et un feu d'artifice. En 2014, on pouvait applaudir notamment Patti Smith, les Blind Boys of Alabama et le Donald Harrison Quintet. On accède aux événements intérieurs grâce à un badge préalablement en vente à 10 $.

### Cinéma et télévision

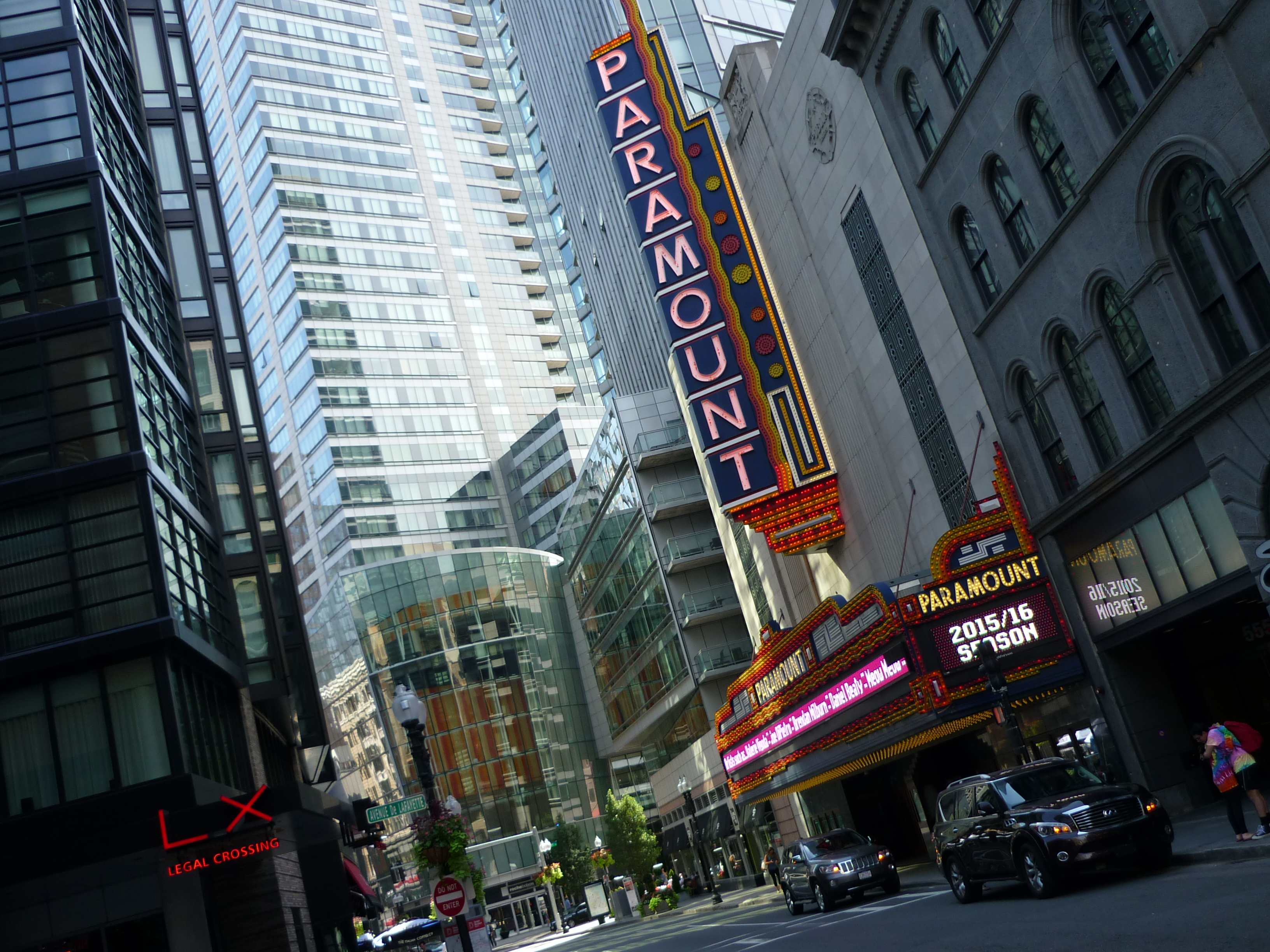
Cinéma Paramount à l'angle de Washingon St et Avenue de Lafayette.

Boston a inspiré de nombreux réalisateurs de cinéma : plusieurs films reprennent les caractères originaux de la ville. Ainsi, les personnages principaux de Mystic River, réalisé par Clint Eastwood (2003), ont été élevés dans la communauté irlandaise. Les Infiltrés (Martin Scorsese, 2006) évoque le quartier irlandais de South Boston. Good Will Hunting (Gus Van Sant, 1997) met en valeur l’importance de l’enseignement supérieur et de la recherche dans l’agglomération. Dans Terrain d’entente des Frères Farrelly (2005), l’héroïne tombe amoureuse d’un fan des Red Sox de Boston. Récemment, dans Gone Baby Gone, réalisé par Ben Affleck avec son frère cadet Casey dans le rôle principal, on retrouve les mêmes quartiers « durs » de Boston que dans Mystic River : pas de hasard, l'auteur est le même Dennis Lehane.
Par ailleurs, Boston a été rendue célèbre dans le monde grâce à la télévision. Quatre séries judiciaires créées par David Edward Kelley ont pour cadre Boston : The Practice : Donnell et Associés, Boston Justice, Rizzoli and Isles et Ally McBeal. Cette dernière montre à chaque épisode des plans de la skyline et du palais de justice. La série Cheers raconte le quotidien d’un bar de Boston. La Vie de palace de Zack et Cody a pour décor un palace de la ville. Les intrigues de deux séries policières, Preuve à l’appui et Banacek se déroulent également dans les rues de Boston. La série Sabrina, l’apprentie sorcière joue sur la proximité de Salem.
Plus récemment, la série Fringe se déroule également à Boston.
La série A Million Little Things a aussi Boston comme cadre.
Boston est également la ville principale du film The Town réalisé par Ben Affleck, sorti le 15 septembre 2010.
Le cinéaste Saul Levine programme et présente chaque semaine un cinéma indépendant, alternatif et expérimental du monde entier au MassArt Film Society, un des microcinema (en) les plus anciens aux États-Unis.

### Littérature

#### Écrivains de Boston

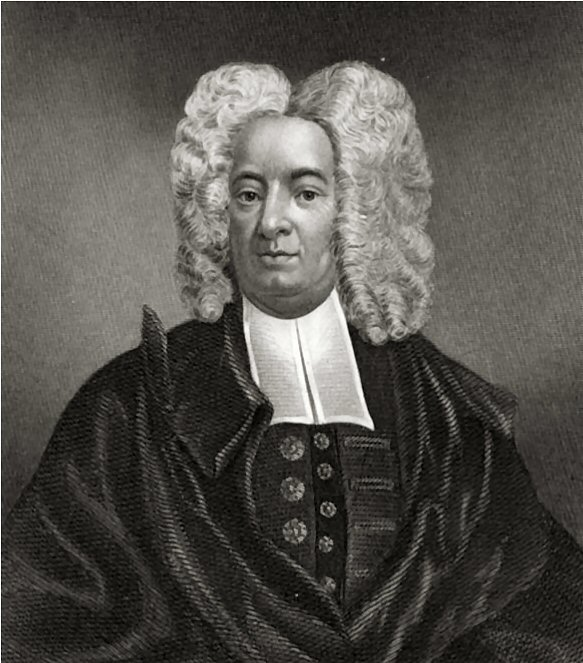
Cotton Mather, 1688, par John van der Spriett.

L'évolution de la littérature à Boston est le reflet de l'histoire de la ville. Les premières formes de littérature se manifestent dans les écrits des pasteurs de la colonie de la baie du Massachusetts. Cotton Mather (1663-1728) est représentatif de ces premiers auteurs : il laissa une œuvre écrite de plus de 450 livres et pamphlets.
Le mouvement des Lumières inspire les écrits politiques du Bostonien Samuel Adams et la presse de la ville (Independant Advertiser, Boston Gazette, Massachusetts Spy, etc.) se fait l’écho des revendications des patriotes. The Power of Sympathy (en français : Le Pouvoir des affinités, Boston, 1789), écrit par William Hill Brown (1756 - 1793) est considéré comme le premier roman américain. Il fit d’ailleurs scandale dans la bonne société bostonienne et dut être publié anonymement pendant plusieurs années.
Le courant abolitionniste se développe parmi les auteurs résidant à Boston : Samuel Sewall (1652-1730) ou William Ellery Channing (1780 –1842) ont écrit contre l’esclavage.
Phillis Wheatley, (1753-1784) a vécu à Boston ; elle est considérée comme la première poétesse afro-américaine des États-Unis. En 1770, elle écrivit un hommage poétique au calviniste George Whitefield, qui eut une large audience à Boston. Dans les années 1830, Boston est l'un des foyers du transcendantalisme : la ville est en effet le berceau du Transcendental Club qui entendait s'opposer à l'intellectualisme de Harvard. La première réunion, à laquelle assistait notamment Ralph Waldo Emerson, eut lieu à la maison de George Ripley (en), le 8 septembre 1836.
Au XIXe siècle, de nombreux écrivains américains (Ralph Waldo Emerson, Nathaniel Hawthorne, Henry James, etc.) habitent dans l’agglomération de Boston. Le poète et romancier Edgar Allan Poe (1809-1849) est né à Boston. Au XXe siècle, la ville accueille des écrivains européens réfugiés comme le Libanais Gibran Khalil Gibran (1883-1931), l'Espagnol Pedro Salinas (1891-1951) ou le Roumain Elie Wiesel (1928-2016).
Plus récemment ce sont les ouvrages de Dennis Lehane qui prennent pour cadre Boston. Un pays à l'aube nous raconte l'histoire du Boston de l'immédiat après guerre (1919) surtout les luttes sociales des policiers du BPD qui tentent de faire respecter leurs droits. Les détectives Angie Gennaro et Patrick Kenzie écument la ville depuis de longues années du premier tome intitulé Un dernier verre avant la guerre au dernier Moonlight Mile.

#### Œuvres littéraires sur Boston
En 1850, Nathaniel Hawthorne (1804 - 1864), publie La lettre écarlate qui raconte le sort d’Hester Prynne, une jeune femme vivant dans une communauté puritaine à Boston. L'action du livre se situe entre 1642 et 1649. The Bostonians, un roman d'Henry James (1843-1916), aborde le thème du rôle des femmes dans la société de la fin du XIXe siècle. Dans l’une des nouvelles de Jacques Futrelle (1875-1912) la ville de Boston est le lieu de résidence de la Machine à Penser et accueille des championnats du monde d'échecs. Une partie du roman Le Bruit et la Fureur (1929) de William Faulkner (1897-1962), se déroule à Boston. Stephen King choisit la capitale du Massachusetts pour faire évoluer les personnages de son roman Cellulaire (2006). Enfin, l'ensemble des romans policiers de Dennis Lehane, dont Mystic River adapté au cinéma par Clint Eastwood, et Gone Baby Gone réalisé par Ben Affleck avec son frère cadet Casey dans le rôle principal, se déroulent à Boston. Toujours de Dennis Lehane, Un pays à l'aube décrit Boston au lendemain de la Première Guerre mondiale, un Boston secoué par les luttes syndicales, leur répression et la grande grève de la police.

### Musique

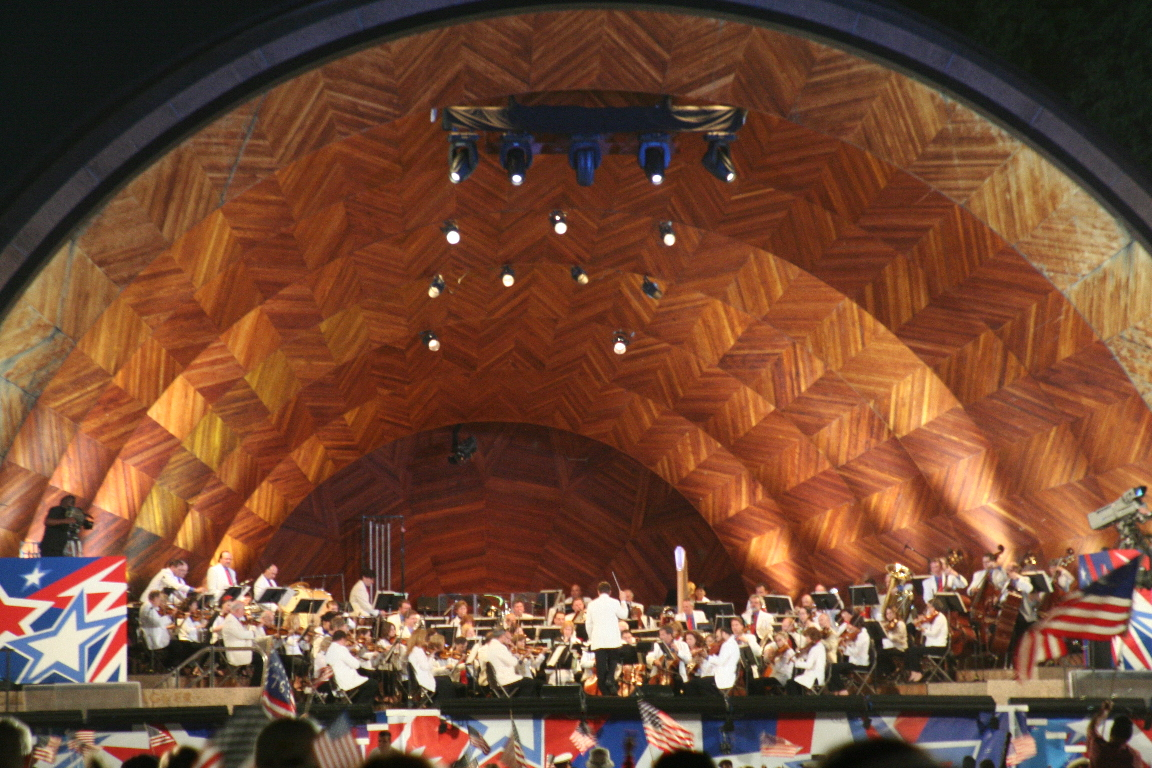
L’orchestre de Boston.

L’académie de musique de Boston (The Boston Academy of Music) est la compagnie d’opéra la plus célèbre de la ville. Le conservatoire de musique de Boston (The Boston Conservatory of Music) est un lieu important de la vie culturelle. Il programme des spectacles de danse, de théâtre ou de musique. L’orchestre symphonique de Boston (The Boston Symphony Orchestra) est une autre institution dynamique de l’agglomération. Il est considéré comme l’un des dix meilleurs du monde. La société Handel et Hayden (The Handel and Hayden Society) propose depuis 1815 des concerts de musique classique.
Depuis 1996, le Boston Modern Orchestra Project organise des concerts dans différents endroits de la ville, tout comme le Berklee College. En été des orchestres de rue se produisent à Faneuil Hall, Copley Square ou sur l’esplanade de la Charles River. Depuis 1980 le Boston Early Music Festival est un des festivals consacrés à la musique ancienne les plus notés sur le plan mondial.

#### Œuvres musicales sur Boston
Le premier mouvement des Three Places in New England composé par Charles Ives, et intitulé The "Saint-Gaudens" in Boston Common, fait référence à un bas-relief situé au nord-est du parc Boston-Common, sculpté par Augustus Saint-Gaudens qui rend hommage au colonel nordiste Robert Gould Shaw et à son bataillon de soldats noirs volontaires.
L'action de l'opéra de Giuseppe Verdi Un ballo in maschera (« Un bal masqué »), se déroule à Boston. Le comte Richard de Warwick, protagoniste de l'œuvre, est le gouverneur de la ville.

#### Groupes de rock originaires de Boston
Plusieurs groupes musicaux viennent de Boston : Extreme, avec Gary Cherone et Nuno Bettencourt notamment, un groupe de funk metal des années 1980-1990, Dropkick Murphys (punk celtique) ou encore Street Dogs, The Mighty Mighty Bosstones (ska core), The Dresden Dolls, The Unseen (punk). Aerosmith, Boston, The Modern Lovers et The Cars popularisés au courant des années 1980 par leur mélodies électro-pop accrocheuses. Le groupe Boys Like Girls est originaire de Boston. La ville et sa région disposent également d'une scène influente dans le domaine du hardcore, qui a développé son style propre. Cette scène est d'ailleurs nommée « Boston Hardcore », avec des groupes comme Have Heart ou Defeater. Enfin, le groupe précurseur du grunge les Pixies vient également de la capitale du Massachusetts ainsi que le groupe New Kids on the Block.

### Peinture
La peintre Dorothy Iannone est originaire de Boston,.

### Arts du spectacle
Le bâtiment du Huntington Theatre abrite depuis 1925 le premier théâtre public américain. Les Bostoniens le connaissent sous le nom de Boston University Theatre. Le Majestic Theatre propose des spectacles divers (opéra, danse, théâtre…) dans un bâtiment du début du XXe siècle en style Beaux-Arts. La ville compte de nombreux autres lieux de représentation comme le Boston Center for the Arts, le Virginia Wimberly Theatre, le Nancy and Edward Roberts Studio Theatre, le Shubert Theater (1910) ou encore le Wang Theater (1925), l’Orpheum, etc.

### Bibliothèques

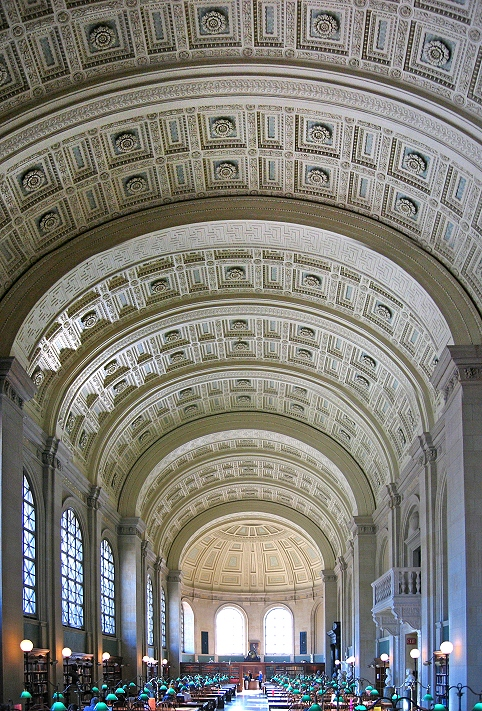
La salle de lecture de la bibliothèque de Boston.

La Bibliothèque publique de Boston conserve plus de 15 millions de livres, et des centaines de milliers d'autres documents (photographies, cartes anciennes, manuscrits, dessins…) couvrant tous les domaines du savoir. En 1895, l'architecte Charles Follen McKim, se voit confier le projet de la bibliothèque sur le Copley Square. À cette époque, la première bibliothèque de Mason Street, ouverte en 1854, était devenue trop petite. En 1972, le site est encore agrandi grâce aux travaux de Philip Johnson. Aujourd'hui, l'institution compte 27 bibliothèques de quartier dans toute l'agglomération. L'intérieur est décoré par les fresques du Français Pierre Puvis de Chavannes et de l’Américain John Singer Sargent.
Le Boston Athenæum sert de lieu d’exposition et de bibliothèque : elle conserve plus de 500 000 documents, parmi lesquels des livres anciens, des manuscrits et des photographies. L'édifice, construit au milieu du XIXe siècle et agrandi en 1913-1914, a été classé monument historique. Il est l'un des hauts lieux de la culture et de la recherche bostonienne. Les bibliothèques universitaires, la Massachusetts Historical Society, la bibliothèque d’État (State Library) participent également au prestige culturel de la ville.

### Musées

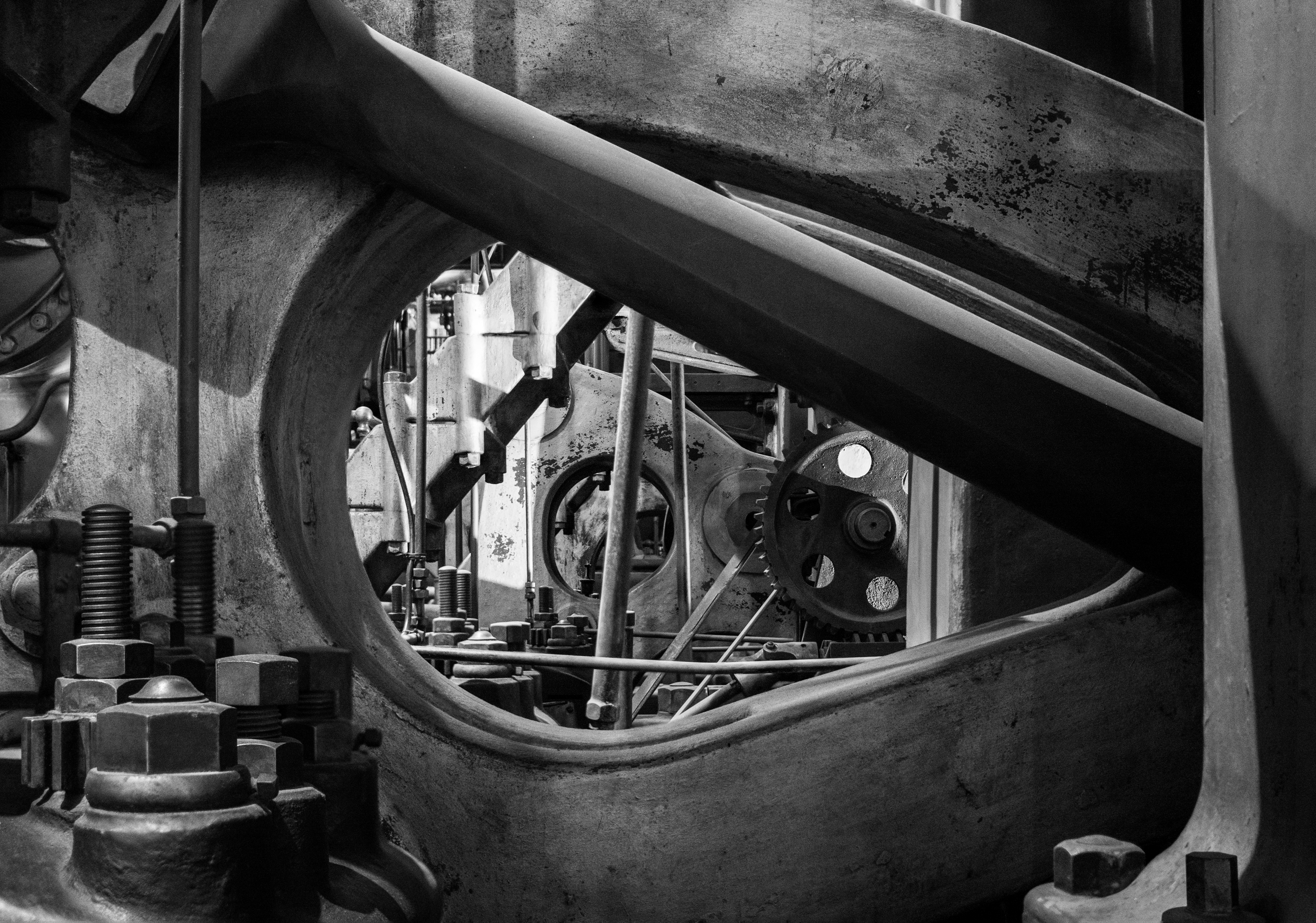
Au Metropolitan Waterworks Museum de Boston. C'est un musée qui présente les systèmes construits autour des propriétés de l'eau. Novembre 2019.

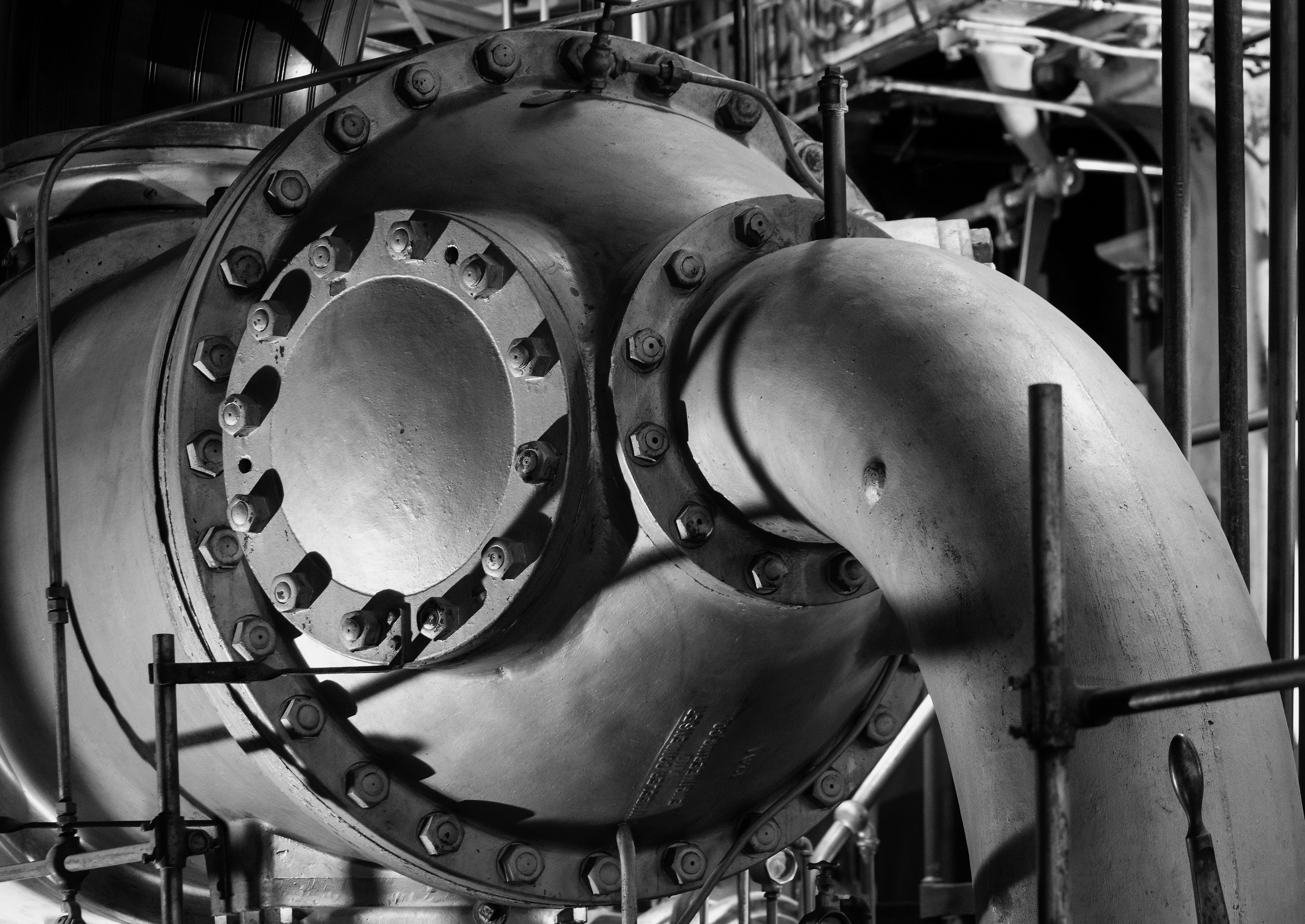
Au Metropolitan Waterworks Museum de Boston. Photo novembre 2019.

Musées d’art et d’histoire, vieux bateaux, ateliers d’artistes, les musées de Boston réunissent des collections exceptionnelles et variées. Certains organisent chaque année des expositions prestigieuses.
Fondé en 1870 et ouvert au public en 1876, le musée des Beaux-Arts est le principal musée de la ville. Il présente un large choix d’œuvres (peintures, objets d’art, photographies) provenant de tous les continents. Situé dans un petit palais de style Renaissance vénitienne, le musée Isabella Stewart Gardner a été inauguré en 1903. Ses collections, riches de plus de 2 500 œuvres et objets, illustrent différentes époques de l’art, de l’Antiquité au XIXe siècle. L’Institut d’art contemporain de Boston propose des expositions temporaires dans une ancienne station de police et de pompier.
D’autres musées reflètent l’intérêt des Bostoniens pour l’histoire (musée et bateau de la Boston Tea Party, musée d’histoire afro-américaine, bibliothèque Kennedy, Boston Historical Society and Museum), la mer et les activités portuaires (aquarium de Nouvelle-Angleterre, Boston National Historical Park, Charlestown Navy Yard, USS Constitution) ou les sciences et techniques (musée de la science, musée des transports). Le Boston Children’s Museum propose des activités ludiques et pédagogiques. D’autres musées attendent les visiteurs sur le Freedom Trail.

### Patrimoine historique
Le chemin de la Liberté (Freedom Trail) est une ligne rouge peinte sur les trottoirs de Boston permettant de suivre un circuit de découverte des principaux monuments et hauts-lieux de la ville, sur environ six kilomètres. Les seize sites officiels de ce parcours sont :
1. Boston Common, un jardin public fondé au XVIIe siècle
2. Capitole de l'État du Massachusetts, qui abrite les assemblées législatives de l’État
3. Park Street Church, une église édifiée au début du XIXe siècle
4. Granary Burying Ground, cimetière du XVIIe siècle
5. King’s Chapel, église anglicane du XVIIe siècle
6. Le cimetière de King's Chapel, le plus ancien de Boston
7. Statue de Benjamin Franklin et site de la première école publique de Boston
8. Old Corner Bookstore, maison du début du XVIIIe siècle
9. Old South Meeting House, siège d’assemblées politiques et religieuses au XVIIIe siècle
10. Old State House, le premier parlement de la ville
11. Site du massacre de Boston
12. Faneuil Hall et Quincy Market, anciens marchés et halles
13. Maison de Paul Revere, la plus ancienne des maisons bostoniennes (XVIIe siècle)
14. Old North Church, église construite au début du XVIIIe siècle
15. USS Constitution, navire de guerre du XVIIIe siècle
16. Site de la bataille de Bunker Hill

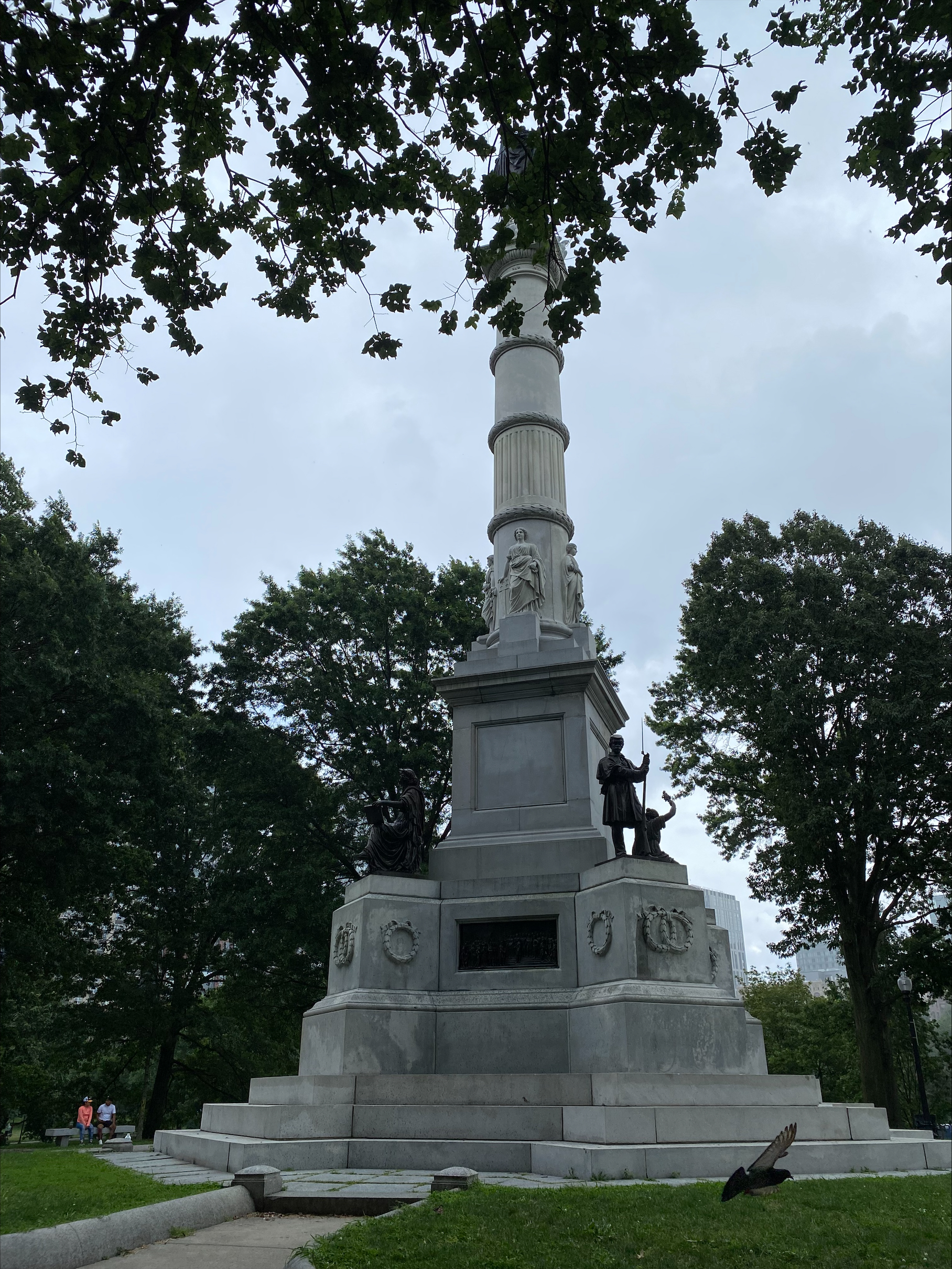
Monument érigé au centre-ville de Boston et dédié aux soldats et marins du Commonwealth du Massachusetts morts pendant la guerre civile américaine. Inauguré le 17 septembre 1877.

17. Monument érigé au centre-ville de Boston et dédié aux soldats et marins du Commonwealth du Massachusetts morts pendant la guerre civile américaine. Inauguré le 17 septembre 1877.

Quelques sites du chemin de la Liberté
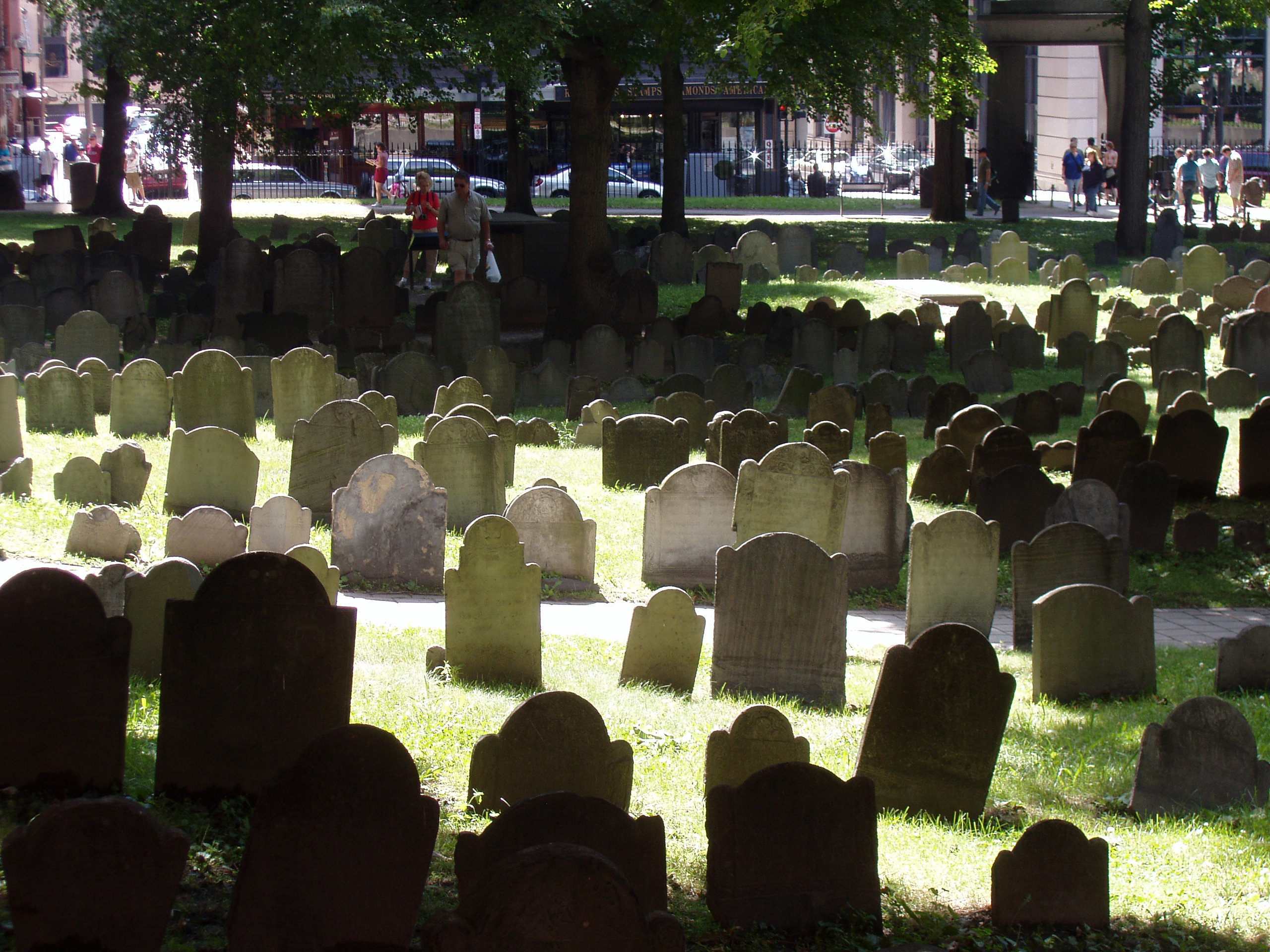
Granary Burying Ground.
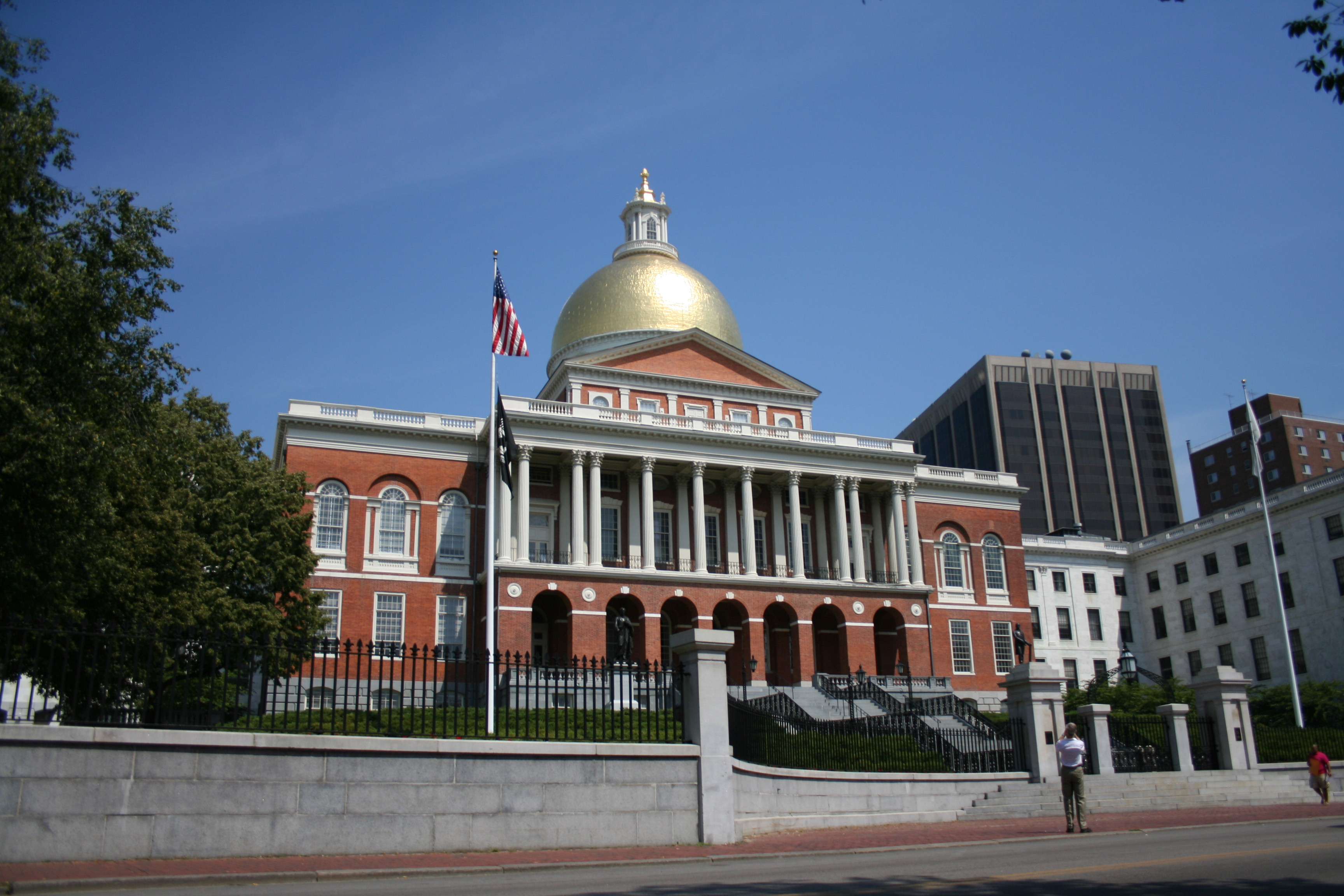
Capitole de l'État du Massachusetts
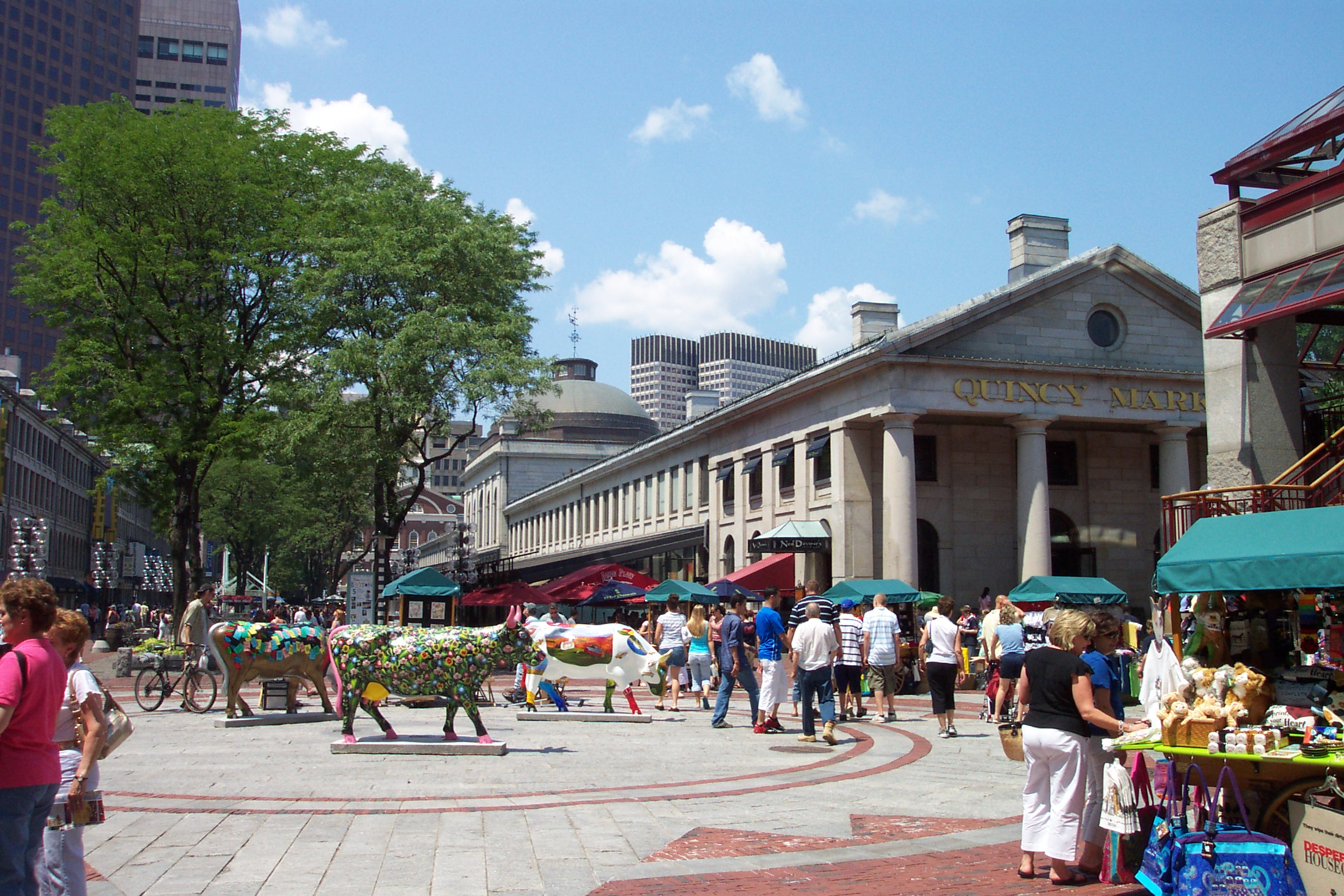
Quincy Market.

### Enseignement supérieur et recherche

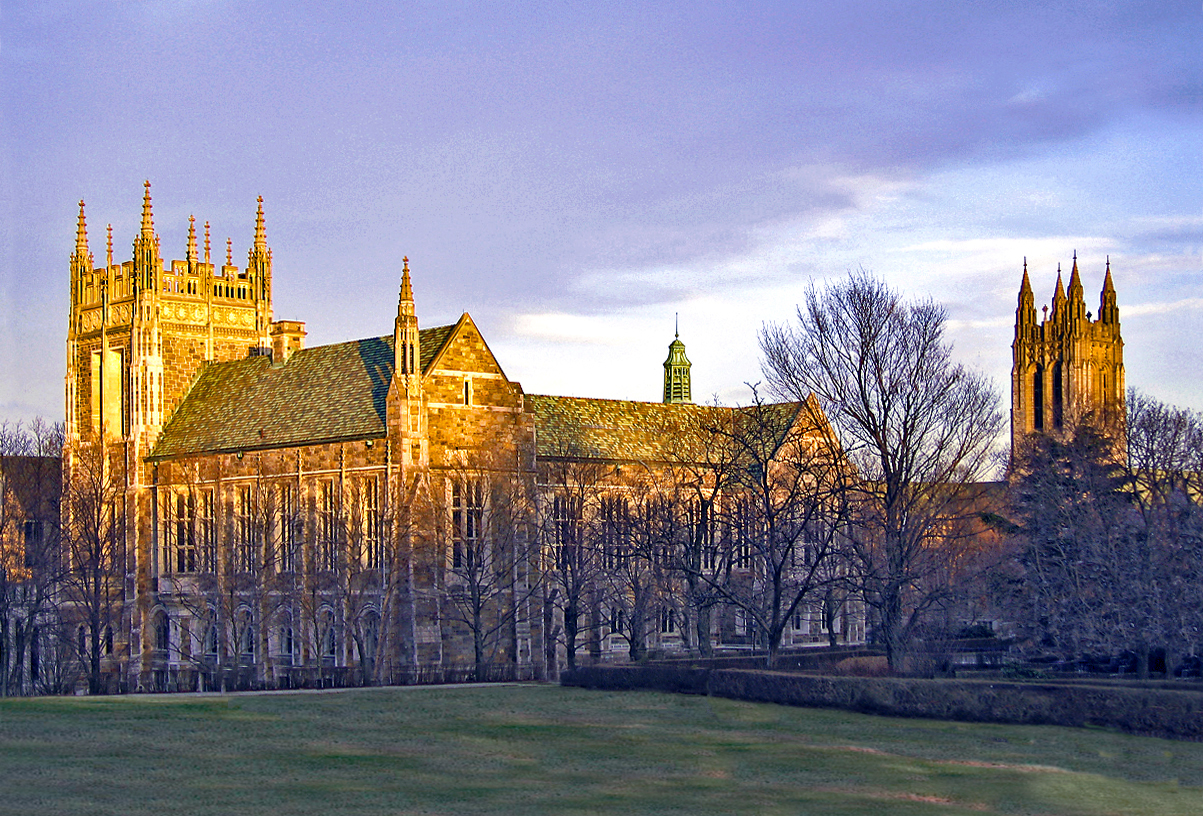
Boston College.

La forte concentration d’établissements d’enseignement supérieur et de recherche explique le surnom de Boston, l’« Athènes de l’Amérique ». L’agglomération compte une centaine d’institutions publiques ou privées qui concourent à sa réputation d’excellence depuis la période coloniale. Parmi elles, les 65 colleges et universités font de Boston une ville étudiante. Cependant, le Massachusetts Institute of Technology (MIT) et Harvard ne se trouvent pas dans les limites de la ville, mais sont installés à Cambridge, sur l’autre rive de la Charles River.
Le Boston College fut créé en 1827 dans le South End avant de déménager à Chestnut Hill. L’université de Boston, fondée en 1869, est aujourd’hui la quatrième plus grande université du pays avec environ 30 000 étudiants et le second employeur de la ville. Le campus de l'université du Massachusetts à Boston est un établissement d’enseignement supérieur public situé dans le quartier de Dorchester. Le collège Emerson (3 700 étudiants) est situé non loin du Boston Common et propose des formations dans les arts et la communication. L'université du Nord-Est dispose d’un grand campus sur l’avenue Huntington dans le quartier de Fenway. Le Wentworth Institute of Technology propose plusieurs formations de haut niveau en architecture ou en informatique par exemple. L’université Suffolk (4 600 étudiants) est une école de droit qui garde un campus sur Beacon Hill. Il existe bien d’autres établissements d’enseignement supérieur : le Simmons College (1899), l’Emmanuel College (1919), etc. Boston compte également de nombreux lieux de formation aux arts du spectacle, à la musique (conservatoire de musique de la Nouvelle-Angleterre, conservatoire de Boston, Berklee College of Music).
Les publications médicales de Boston sont deux fois plus nombreuses que celles de la France entière. La ville dispose d’une importante concentration de laboratoires et de lieu de formation en relation avec la santé : les écoles de médecine de Harvard et de l’université Tufts ne sont pas à Cambridge mais bien à Boston. C’est à Boston qu’eut lieu, en 1954, la première greffe de rein.

### Religion

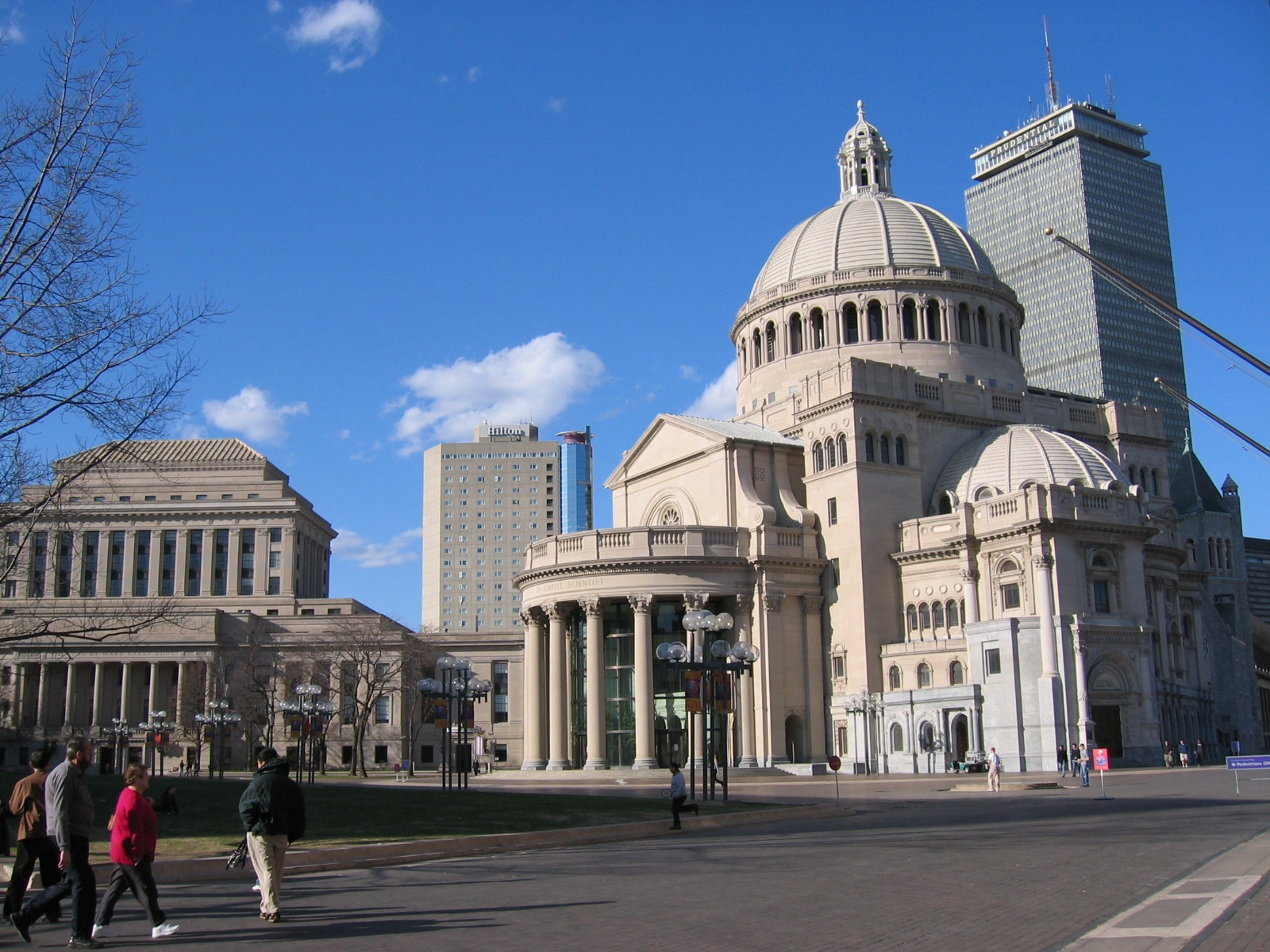
Christian Science Center.

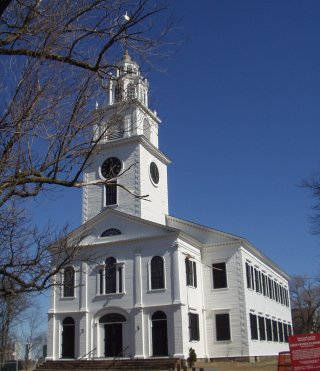
La première église congrégationaliste de Roxbury.

L'histoire de l'immigration à Boston permet d'expliquer la diversité des confessions présentes dans la ville. Depuis le XIXe siècle, la capitale du Massachusetts est un centre majeur du catholicisme aux États-Unis : le Boisi Center for Religion and American Public Life, qui fait partie du Boston College, demeure la plus ancienne université jésuite du pays. Boston est le siège d'un archevêché catholique. L'archidiocèse métropolitain rassemble six diocèses. L'archevêque de Boston porte le titre de cardinal, ce qui l'autorise à participer aux élections pontificales. En 2002, la ville est secouée par le scandale des abus sexuels dans le clergé catholique, qui a mené à la destitution de l’archevêque Bernard Law. Les descendants des migrants d’Europe de l’Est forment une communauté orthodoxe importante encadrée par deux métropolites (Ephraim et Moses). Le judaïsme est également bien représenté. Par ailleurs, la ville a été le lieu de création de plusieurs Églises au rayonnement mondial, notamment la Science chrétienne et le Mouvement de Boston devenu par la suite les Églises du Christ internationales.

### Jeux vidéo
Boston est reconstituée dans Assassin's Creed III telle qu'elle était pendant la guerre de Sept Ans et la révolution américaine, à l'échelle 1:2. Plusieurs événements marquants de la révolution, tels que la Boston Tea Party, la bataille de Bunker Hill ou le massacre de Boston y sont également reconstitués. On peut également reconnaître la ville au début de The Last of Us grâce au capitole. Le jeu Fallout 4 se déroule également dans un Boston et sa banlieue post-apocalyptiques.

## Administration

### Institutions municipales
Les institutions municipales de Boston sont réglementées par une charte. La municipalité a un système de « maire fort » : celui-ci dispose d’un droit de veto et de prérogatives importantes. Le maire est élu pour quatre ans au suffrage universel. Il est secondé par un administrateur en chef pour la gestion des affaires courantes.
Le conseil municipal est élu tous les deux ans dans le cadre des neuf arrondissements. Les habitants de chaque arrondissement élisent un conseiller. Il y a quatre sièges pour les conseillers qui représentent la ville entière. Le Comité des écoles est nommé par le maire, de même que les chefs de service de la ville.
Depuis janvier 2016 la ville utilise City Score, une application indiquant « la santé » de la ville en temps réel. Grâce à la collecte de données publiques issues des différents départements de la municipalité, Boston bénéficie d'informations concernant le taux de criminalité, la consommation d’énergie, le nombre d’abonnés à la bibliothèque municipale ou encore le temps nécessaire à un camion de pompier pour arriver sur les lieux d’un accident… À l'aide de cet outil, Marty Walsh, le maire de Boston aurait réajusté les budgets pour augmenter le nombre d’ambulances à la suite de l'enregistrement de résultats assez faibles.

#### Police municipale
Le Boston Police Department (BPD) assure le respect de la loi et de l'ordre public dans la ville de Boston divisée en 3 grandes zones et 11 îlots. Ses personnels se divisent en 87 % d'hommes pour 13 % de femmes. Ses 2 000 policiers (armés de Glock 23 et roulant en Ford Crown Victoria) et fonctionnaires se répartissent entre :
- Blancs : 68 % ;
- Afro-Américains/Noirs : 24 % ;
- Hispaniques : 6 % ;
- Asiatiques : 2 %.

L'élite du BPD est le Boston Police Department Special Operations Unit assurant la police routière et le maintien de l'ordre et opérant aussi comme une SWAT Team. Le BPD dispose aussi de 21 unités canines. Enfin, le BPD apparaît dans les polars de Dennis Lehane et de Robert B. Parker, mais aussi dans Blown Away et dans Preuve à l'appui ou L'Étrangleur de Boston.

#### Tendances politiques
Dans le passé, Boston a montré à la fois son attachement aux valeurs conservatrices des puritains, mais aussi sa capacité d’ouverture et de non-conformisme : pendant la guerre de Sécession, Boston fut le foyer le plus actif de la lutte antiesclavagiste. La ville a souvent été le lieu de la contestation pacifique, pendant la guerre du Viêt Nam ou la guerre d'Irak. La tradition démocrate est importante, surtout depuis le mandat présidentiel de John F. Kennedy. Depuis 1929, tous les maires de Boston sont de cette tendance politique. En 2004 a eu lieu la convention démocrate pour l’élection présidentielle du candidat John Kerry. Ce dernier possède une maison dans le quartier de Beacon Hill.
La démocrate Michelle Wu est la maire de Boston depuis le 16 novembre 2021.

### Boston, capitale du Massachusetts et de la Nouvelle-Angleterre

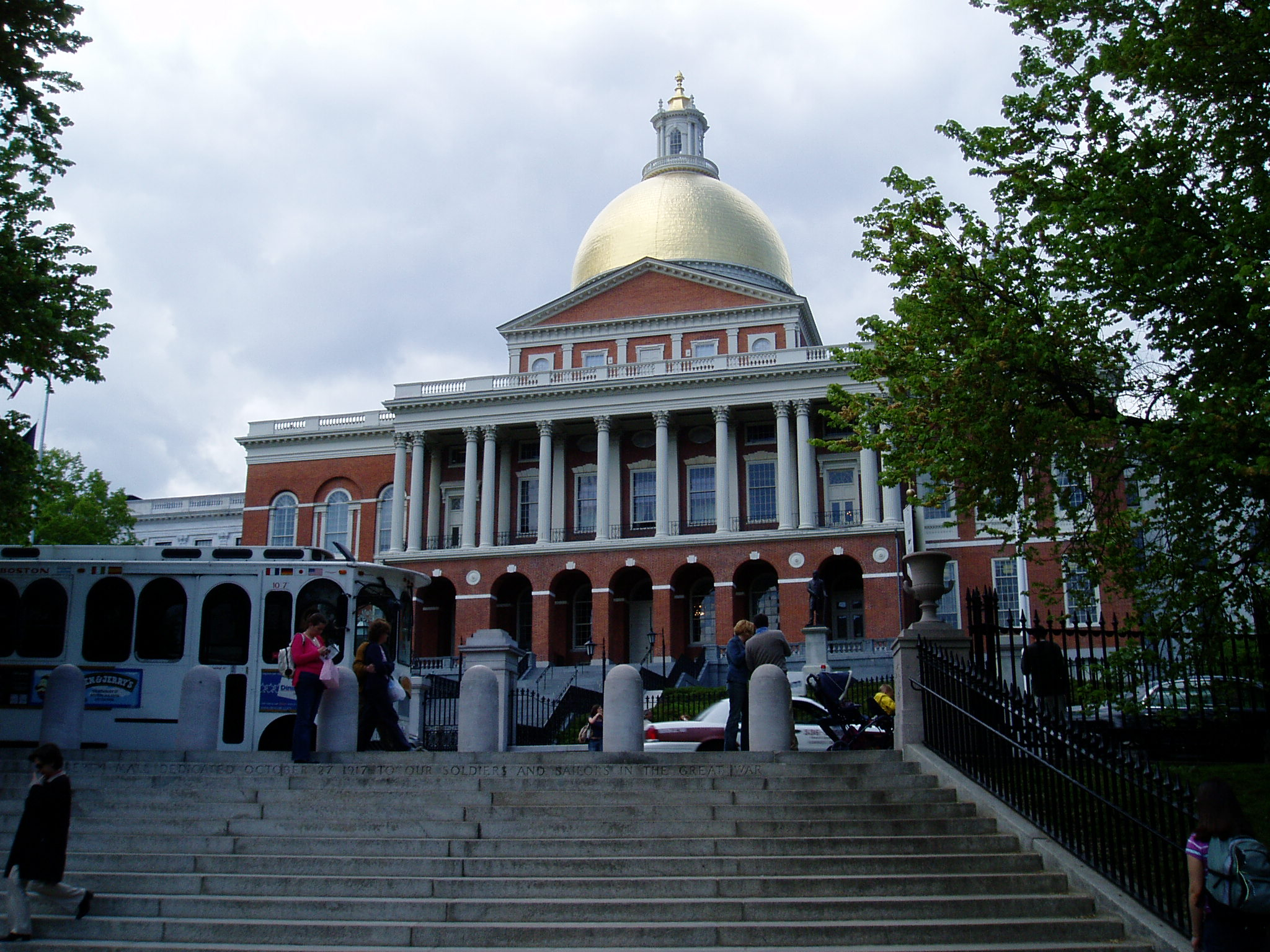
La Massachusetts State House.

Boston est un centre de décision : elle est le chef-lieu du comté de Suffolk, le centre de l’administration américaine pour la Nouvelle-Angleterre et le siège du premier district de la réserve fédérale des États-Unis. En tant que chef-lieu du Massachusetts, la ville est le siège du pouvoir législatif de l’État : la Chambre des Représentants et le Sénat se réunissent dans le Capitole de l'État du Massachusetts et possèdent des services près du Government Center. La cité fait partie du Metropolitan Area Planning Council, une institution d’urbanisme qui regroupe 101 villes autour de Boston. Enfin, Boston est le quartier général du premier district naval. On y trouve plusieurs représentations diplomatiques comme les consulats français, belge, suisse et canadien.

## Économie

### Passé économique
L'économie de Boston a d'abord reposé sur le commerce transatlantique et le cabotage. Pendant la période coloniale, le port reçoit des produits venant d'Angleterre. Il expédie les productions des colonies du sud et du centre (riz, tabac et indigo). Le trafic des marchandises avec les Antilles est important : au XVIIIe siècle, Boston exporte du bois, de la farine, de l'huile de baleine, de la viande et du poisson ; ses marchands reviennent avec du sucre, du rhum, des mélasses et du tafia. Dès le XVIIe siècle, ces activités portuaires stimulent la construction navale, la métallurgie, le textile, la pêche et la distillerie. L'essor économique colonial enrichit la classe de marchands.
Au milieu du XIXe siècle, Boston accueille des milliers d'Irlandais qui fuient la famine dans leur pays. Ils sont employés dans l'industrie textile. La confection et l’habillement connaissent une expansion considérable. En 1906, New Balance voit le jour à Boston. Le secteur secondaire a connu une crise importante après la Seconde Guerre mondiale et a vu fondre ses effectifs.

### Aujourd'hui

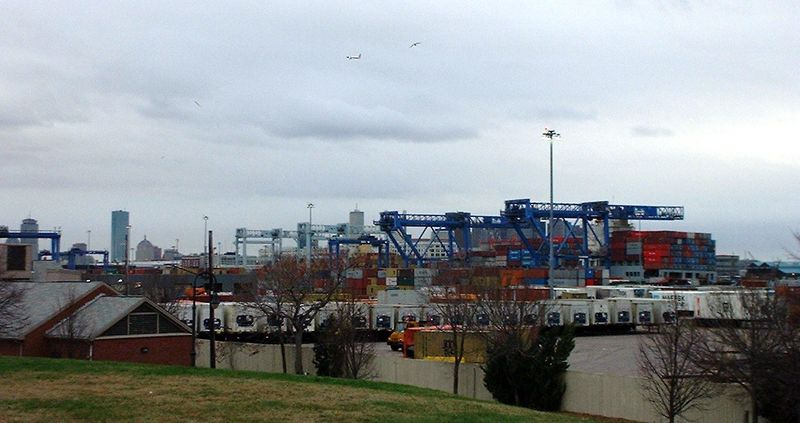
Le port de Boston.

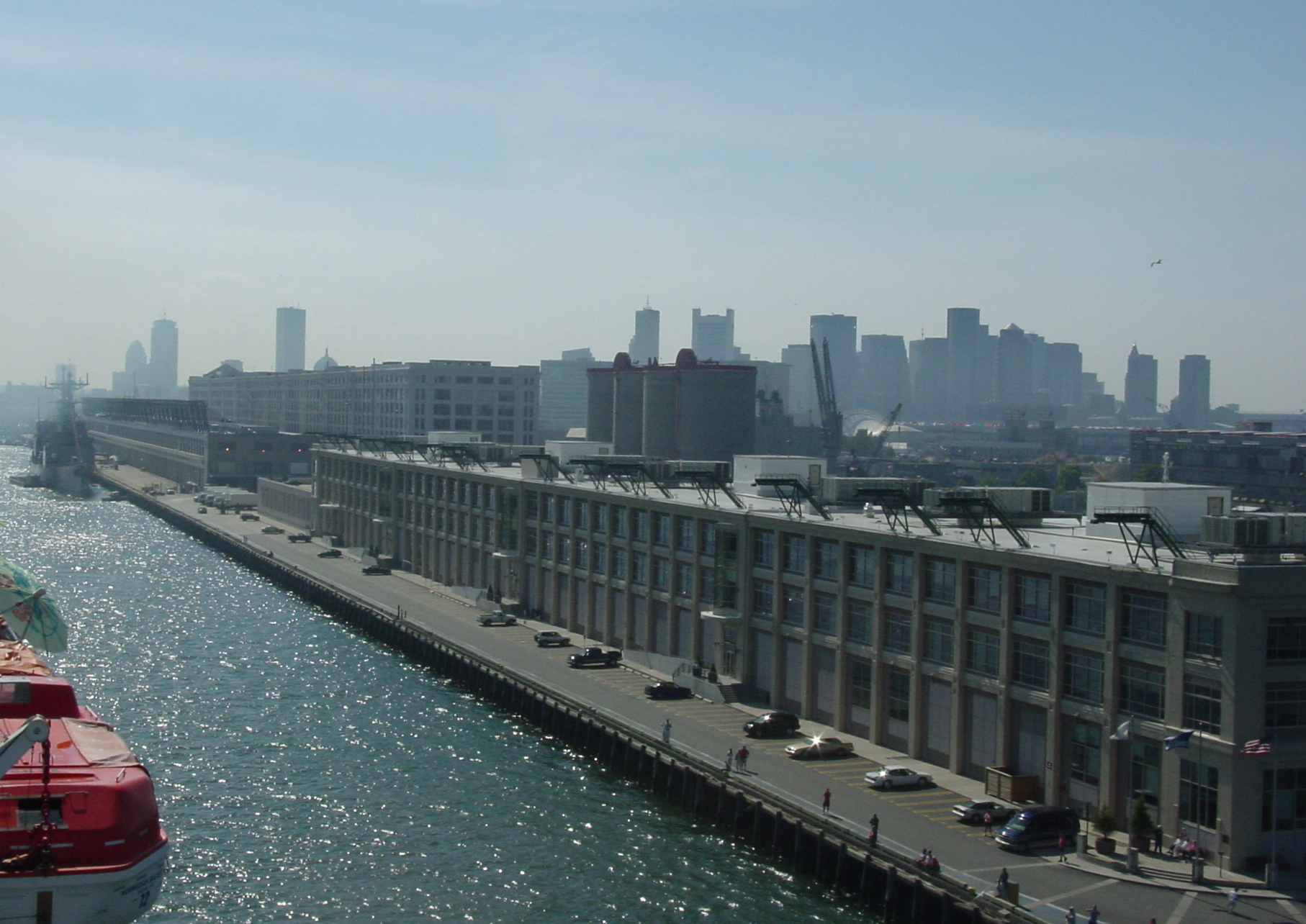
Le port de Boston.

Le secteur industriel emploie 12 339 personnes soit 2,3 % de la population active. Les industries de haute technologie se sont développées en liaison avec les centres de recherche et les grandes universités. Elles ont permis la reconversion industrielle de l’agglomération de Boston dans les années 1980 et ont fourni de nombreux emplois. L’industrie pharmaceutique est représentée par les groupes Millennium Pharmaceuticals, Millipore Corp. ou Biogen Idec. Le secteur de la santé se développe en liaison avec les instituts de recherche et le principal hôpital de la ville (Massachusetts General) : Boston Scientific est l’un des géants de l’appareillage médical. Plusieurs entreprises informatiques (DEC, Data General (en), …) se sont implantées le long de la Route 495 et de la Route 128, qui traverse une trentaine de villes de l’agglomération et est connue mondialement pour longer une grande concentration de haute technologie. Les parcs technologiques symbolisent la reconversion industrielle de la métropole. La ville reste également l’un des principaux foyers d’édition et d’imprimerie d’Amérique du Nord (voir le paragraphe sur les médias ci-dessous). Les usines de confection, d’agro-alimentaire et de fabrication de machines complètent le tissu industriel de la ville.
Pour la périodie 2014-2018, le revenu annuel moyen par foyer est de 65 883 $, et le revenu annuel moyen par personne de 42 010 $, alors que 20,2 % de la population vit sous le seuil de pauvreté.
Le secteur tertiaire salarie des milliers de personnes. L’enseignement supérieur reste l’un des employeurs principaux de l’agglomération. Les services bancaires et financiers se concentrent dans le quartier des affaires avec Fidelity Investments ou le siège régional de Bank of America. La ville de Boston dispose également d'un des plus grands marchés de gestions d'actifs au monde. La compagnie Gillette a installé son siège social à Boston, de même que les cabinets du Boston Consulting Group et du Boston Globe Consulting. Le secteur de la santé et les services sociaux constituent le premier employeur de la ville.
83 352 conteneurs sont passés par le terminal Conley du port de Boston en 2002. Le trafic total du port était en 2001 de 14 millions de tonnes de marchandises manutentionnées, ce qui le situe très loin derrière le port de Houston (176 millions de tonnes) ou de New York (73 millions de tonnes). Les produits transportés sont pour l’essentiel le papier, le bois, le poisson, le pétrole et l’alcool.

## Médias

### Presse
Boston possède une vieille tradition dans le secteur de l’édition et de la presse : dès 1690 paraît un premier journal imprimé, Publick occurrences, suivi en 1704 du Boston News-Letter. En 1765, le Stamp Act provoque le mécontentement des imprimeurs contre la métropole anglaise. Au début du XIXe siècle, plusieurs journaux défendent l'abolition de l'esclavage : en 1828, le journaliste William Lloyd Garrison (1805-1879) devient le directeur du National Philanthropist à Boston ; il fut aussi l'éditeur du journal abolitionniste, The Liberator, et comme l'un des fondateurs de l'American Anti-Slavery Society.
The Atlantic Monthly est un magazine fondé à Boston en 1857 et par l'essayiste et poète Ralph Waldo Emerson : l'écrivain William Dean Howells y écrit plusieurs articles. Le nombre de journaux se multiplie après la guerre de Sécession : The Boston Globe est fondé en 1872 par des hommes d’affaires. À la fin du XIXe siècle, le premier journal national publié par et pour les femmes afro-américaines, The Woman's Era est édité dans la ville.
Aujourd’hui, l’offre de journaux et de magazines reste importante ; cela témoigne du dynamisme de la vie culturelle bostonienne : le mensuel Boston Magazine, diffusé à 70 000 exemplaires, est entièrement tourné vers Boston. Le bimestriel littéraire Boston Review, diffusé à 10 000 exemplaires, est destiné aux écrivains et aux universitaires ; il expose les débats d’idées des campus bostoniens. Fondée en 1975, la Boston Review est rédigée par le bureau du département de sciences politiques du Massachusetts Institute of Technology. La revue doit son renom à des écrivains tels que Noam Chomsky, Ralph Nader ou Thomas O. Paine. The Boston Globe, diffusé à 435 000 exemplaires, représente le grand quotidien de la Nouvelle-Angleterre. En 1993, il a été racheté par The New York Times. Les quotidiens Boston Herald, The Boston Phoenix et The Christian Science Monitor sont aussi basés dans la ville.

### Radio
Sept principales radios émettent sur la région de Boston : WRKO 680 AM, WEEI 850 AM, WBZ 1030 AM, NPR, WBUR, WGBH. Des radios universitaires complètent l’offre avec WZBC (Boston College), WERS (Emerson), WUMB (UMass Boston) et WMFO (Tufts University).

## Sports
| Équipe                               | Ligue                    | Stade            | Création | Titres |
| ------------------------------------ | ------------------------ | ---------------- | -------- | ------ |
| Celtics de Boston                    | NBA (basketball)         | TD Garden        | 1946     | 18     |
| Red Sox de Boston                    | MLB (baseball)           | Fenway Park      | 1901     | 7      |
| Bruins de Boston                     | NHL (hockey sur glace)   | TD Garden        | 1924     | 6      |
| Patriots de la Nouvelle-Angleterre   | NFL (football américain) | Gillette Stadium | 1960     | 6      |
| Revolution de la Nouvelle-Angleterre | MLS (football)           | Gillette Stadium | 1996     | 0      |
| Frenzy de Cape Cod                   | ABA (basketball)         |                  | 2004     | 0      |
| Cannons de Boston                    | PLL (crosse)             | Nickerson Field  | 2001     | 0      |

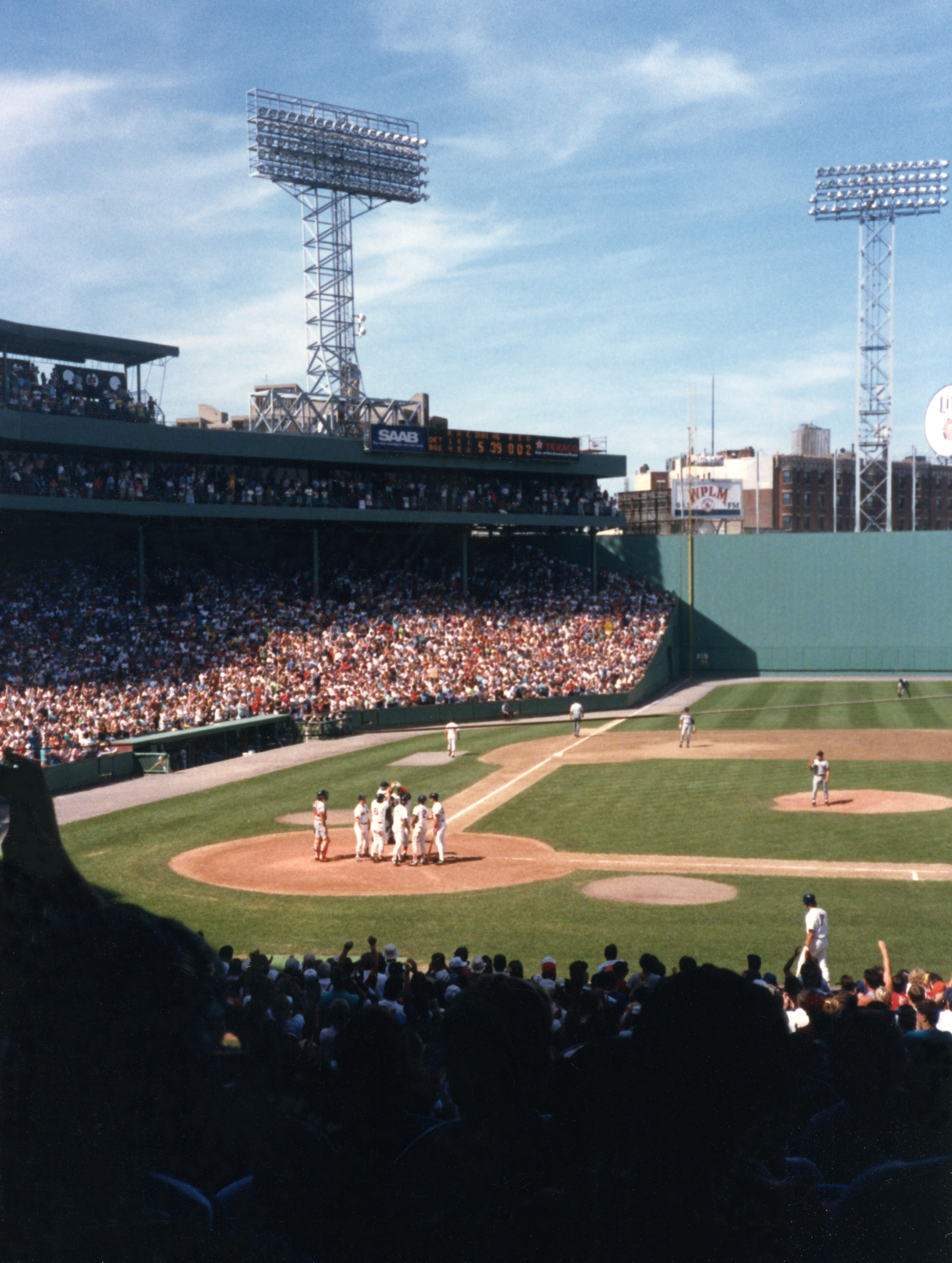
Les Red Sox au Fenway Park.

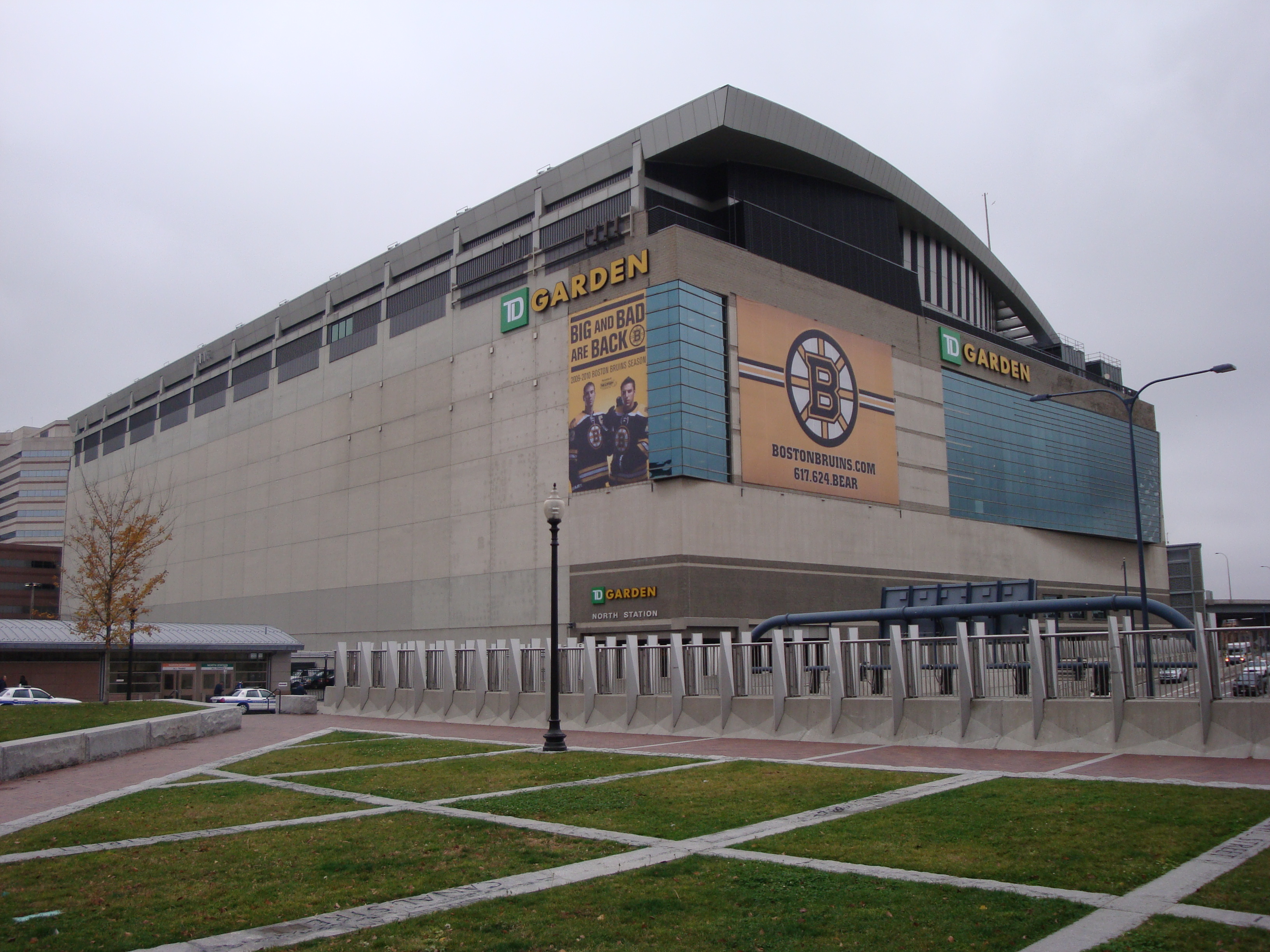
Le TD Garden.

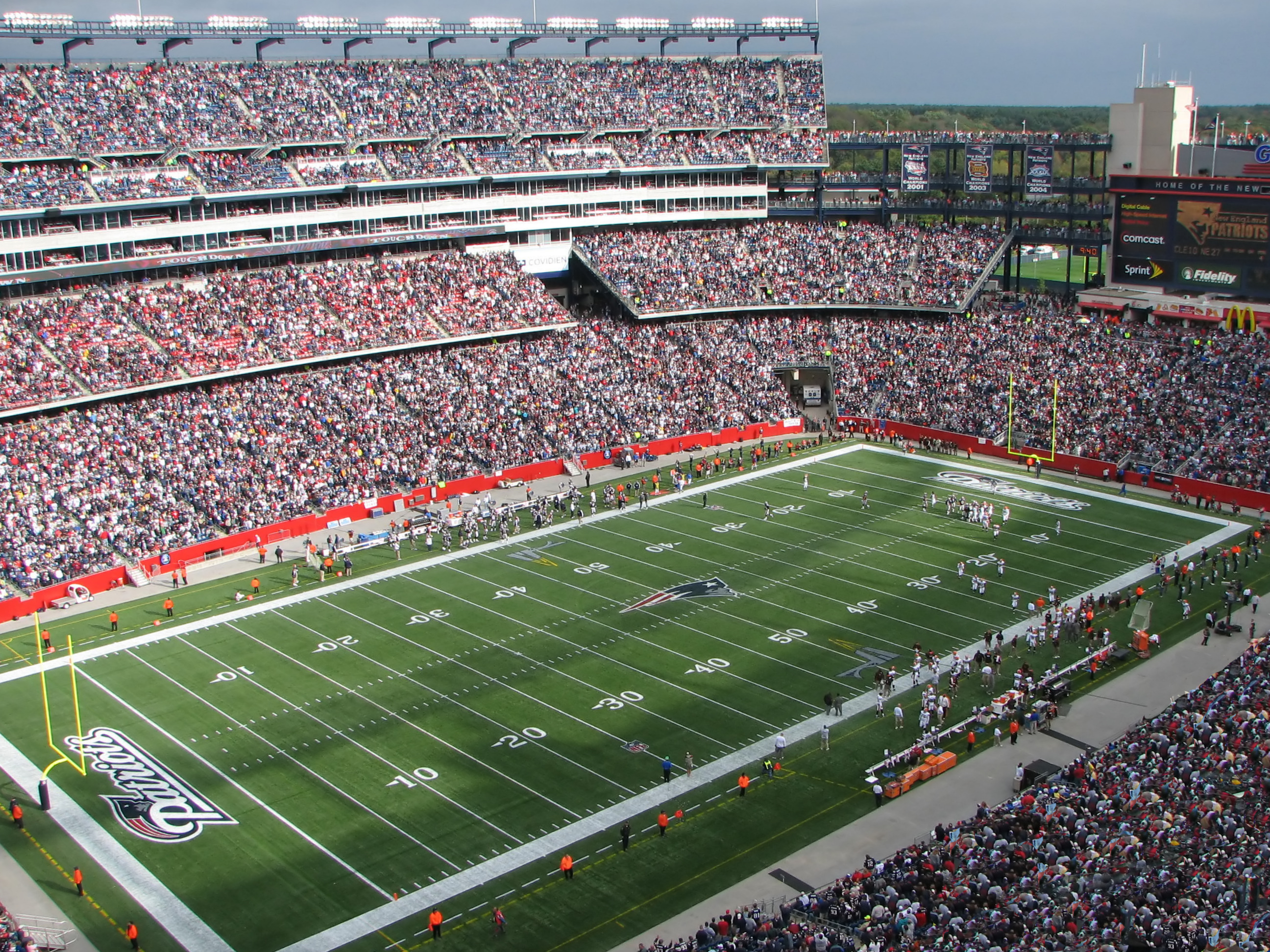
Le Gillette Stadium.

Si Boston bénéficie surtout d’une réputation de ville intellectuelle, cela ne l’empêche pas d’avoir aussi de grandes équipes sportives. En baseball, la rivalité est exacerbée entre les Red Sox et les Yankees de New York. En moins acharnée, la rivalité en basketball entre les Celtics et les Lakers de Los Angeles, personnifiée par l'opposition entre un Larry Bird aux racines irlandaises et campagnardes et l'urbain Noir Magic Johnson, a passionné l'Amérique dans les années 1980, notamment durant les Finales NBA 1985. Les Celtics partageaient, avant le 18ème titre de 2024, avec les Lakers le record historique de titres NBA (17) dont celui de 2008 en finale, une fois de plus contre les Lakers de Los Angeles. L’équipe de football américain, les Patriots de la Nouvelle-Angleterre a vu le jour en 1959 et a remporté le Super Bowl en 2002, 2004, 2005, 2015, 2017 et 2019 en plus d'être à ce jour[Quand ?] la seule équipe de la NFL à avoir remporté la totalité des 16 matchs de saison régulière en 2007. L'ensemble de ses Super Bowls ont été remportés en présence du quaterback vedette de l'équipe Tom Brady.
La ville compte de nombreux équipements sportifs : le TD Garden (ou TD Banknorth Garden) reçoit les deux équipes des Bruins de Boston et des Celtics de Boston. Le Fenway Park, construit en 1912 dans le Fenway Kenmore, est le plus vieux stade de la MLB. Domicile des Red Sox de Boston, il peut accueillir 36 945 spectateurs le jour et 37 373 le soir, et détient d'ailleurs le record de matchs consécutifs à guichets fermés depuis le 15 mai 2003. Le Gillette Stadium, inauguré en 2002, ne se trouve pas à Boston même, mais à Foxboro. Il accueille les grands matches de soccer et de football américain.
En juin 2011, les Bruins de Boston ont remporté leur 6e coupe Stanley en battant en finale les Canucks de Vancouver en sept parties et ce, après une disette de 39 ans.
Signalons que le sport universitaire contribue au dynamisme et au rayonnement national de Boston. Les équipes de hockey des quatre grands établissements supérieurs se rencontrent lors d’un tournoi appelé The Beanpot.
Le marathon de Boston est organisé chaque année depuis 1897 : la course part de Hopkinton et se termine dans le quartier de Back Bay. Plus de 5 000 coureurs viennent du monde entier pour y participer. Depuis 1969, il a lieu le troisième lundi d’avril. Il s’agit du premier marathon ouvert aux femmes en 1972. Cet événement a été endeuillé lors de son édition 2013 par un attentat faisant 3 morts et plus de 170 blessés.
Sur mer, The Transat est une course transatlantique en solitaire reliant Plymouth en Angleterre à Boston.

## Voies de communication et transports
Dès le XVIIe siècle, Boston est rattachée au reste du monde par des liaisons transatlantiques et un système de ferrys constitue les premiers transports en commun. En 1826 est construit le premier chemin de fer du pays. Les transports se sont développés en parallèle avec l’industrialisation et l’urbanisation de la région.
Dans les années 1960, la Massachusetts Bay Transportation Authority (MBTA) est fondé pour s’occuper du réseau de transport en commun.

### Aéroport

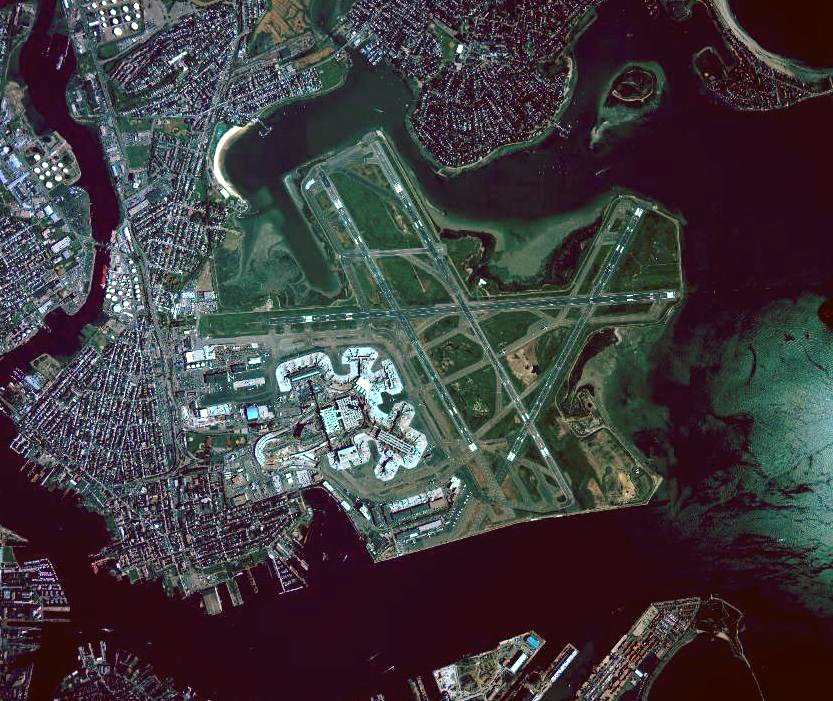
Vue satellite de l’aéroport de Boston.

L’aéroport international Logan de Boston connecte Boston au reste du pays. Il se trouve à quelques kilomètres dans le quartier d’East Boston. Il se place au 35e rang des aéroports américains et au 39e rang mondial pour le nombre de passagers (22,6 millions en 2002). Il s’agit surtout d’un aéroport d’importance nationale ou régionale. Des navettes gratuites de bus relient l’aéroport au réseau du métro.
Depuis les attentats du 11 septembre 2001, la sécurité a été particulièrement renforcée. Il convient en effet de rappeler que le vol American Airlines 11 et le vol United Airlines 175 qui se sont écrasés dans les tours du World Trade Center, à New York, effectuaient ce jour-là la liaison Boston-Los Angeles.
En 2002, 162 236 tonnes de courrier et de marchandises sont passées par l’aéroport.

### Transport ferroviaire
Les trains de banlieue, exploités par Keolis Commuter Services, une filiale Keolis (60 %) et SNCF (40 %), desservent la région de Boston sur environ 2 700 km2 et concernent 175 villes regroupant 2,6 millions d’habitants.
Le réseau est géré par la Massachusetts Bay Transportation Authority (MBTA) et il comprend 13 lignes sur près de 750 km de voies ; il est utilisé chaque jour par 140 000 personnes en moyenne.
Il existe deux grandes gares ferroviaires : South Station est l’une des plus importantes de la ville, avec ses 13 quais et ses liaisons avec le bus et le métro. North Station permet de prendre le train vers le nord.

### Métro et bus

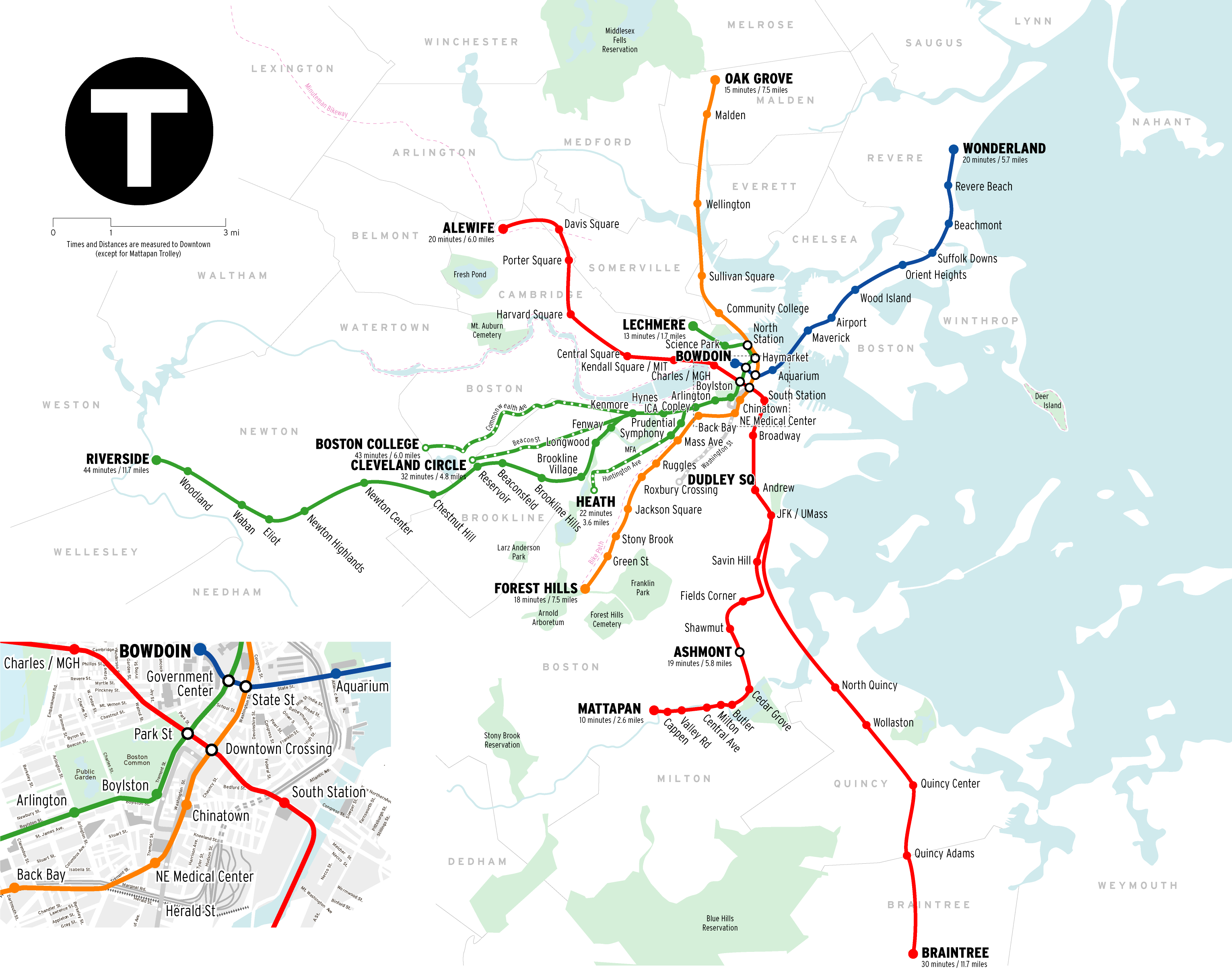
Les lignes de métro de Boston.

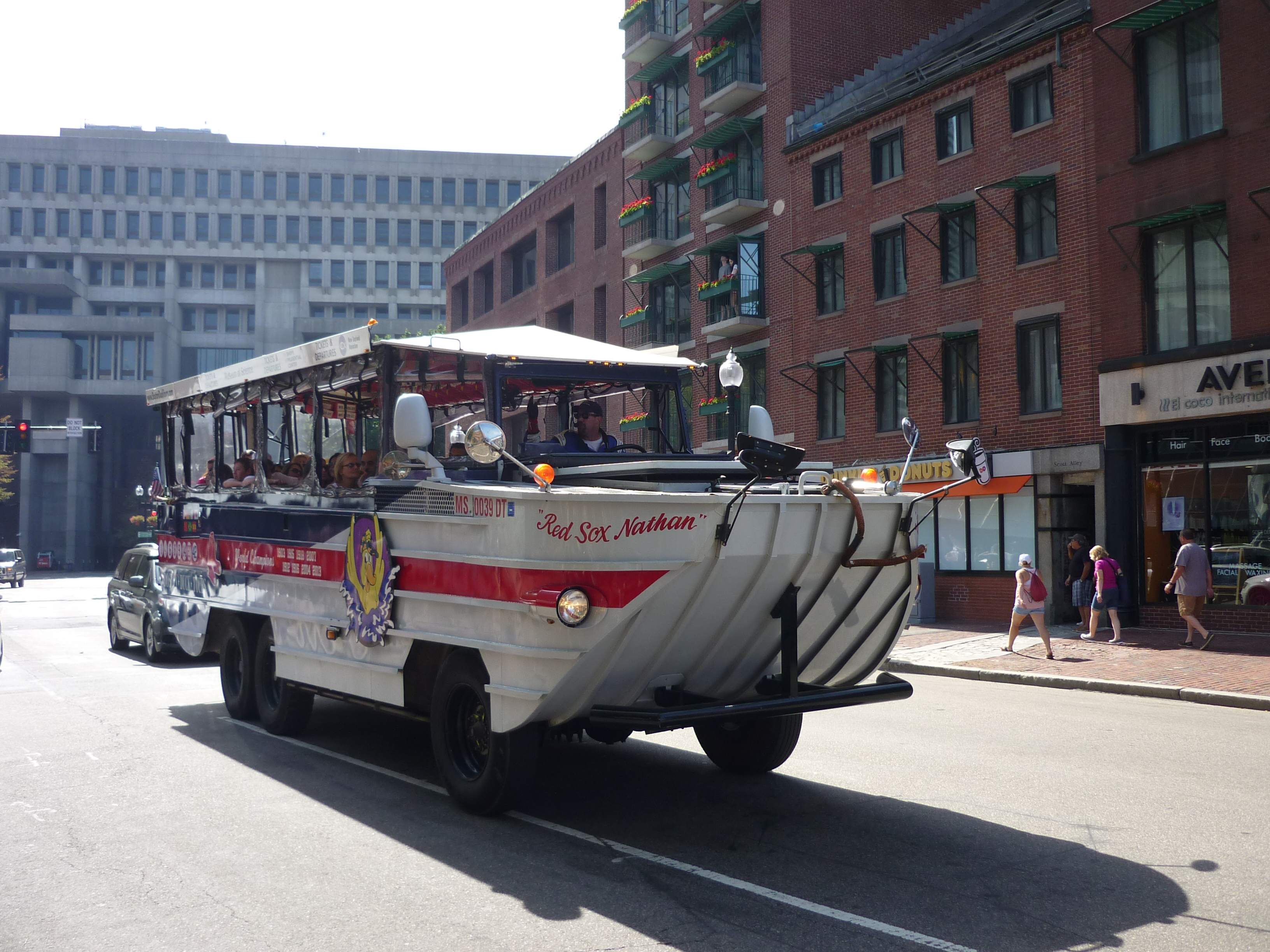
DUKW de tourisme à Boston.

Les transports urbains sont gérés par la Massachusetts Bay Transportation Authority (MBTA).
Un tiers des Bostoniens prennent les transports en commun pour aller travailler.
Il existe cinq lignes principales de métro — en fait 3 lignes de métro et 2 lignes de tramway représentant environ 100 km de voies — qui desservent l’ensemble de l’agglomération ; chacun de ces lignes est identifiée par une couleur. Les Bostoniens désignent leur métro par la lettre « T ».
Il existe 159 lignes de bus dans toute l’agglomération et le parc a été récemment remplacé par des véhicules plus modernes et moins polluants. Des liaisons en car sont disponibles au terminal de South Station : plusieurs compagnies proposent des dessertes vers les états voisins et le Canada.
Il est possible de faire une visite touristique de Boston à bord de camions amphibies militaires reconditionnés de type DUKW.

### Bateau
Water Shuttle Boat : des navettes par bateau relient l’aéroport au Long Wharf, à deux pas du centre-ville, et à la rive sud de la ville (Quincy et Hull).

### Vélo
Le vélo est un moyen de transport plébiscité par les étudiants de l’agglomération. Développé à partir des années 1970, le réseau de bandes et de pistes cyclables s’est développé sous l’impulsion du Boston Bicycle Advisory Committee. L’une des plus anciennes est celle qui longe la rivière Charles. De plus, depuis 2011, les citoyens de la ville de Boston peuvent bénéficier du système de vélos en libre-service développé par PBSC Solutions Urbaines, baptisé Hubway.

### Autoroutes, ponts et tunnels

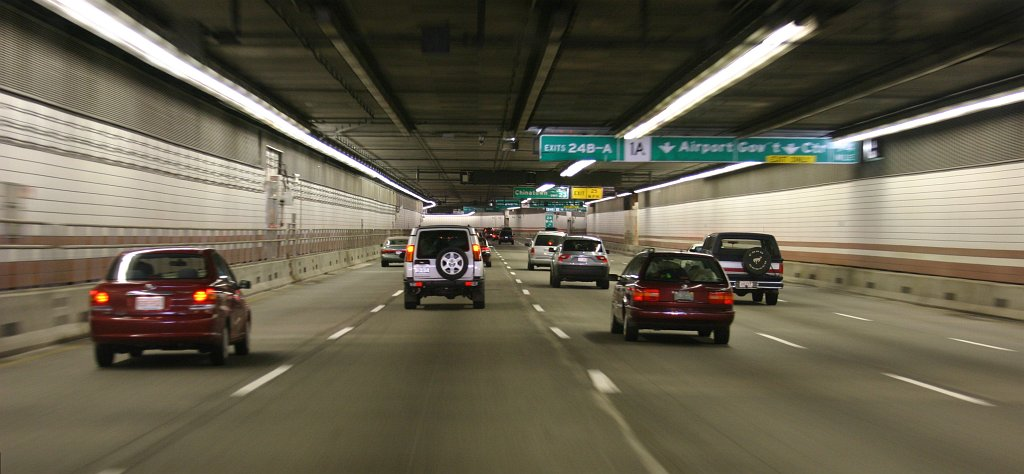
Tunnel sur l'I-93.

Boston est le terminus est de l'I-90 ; la partie de l'I-90 qui traverse le Massachusetts est aussi appelée The Mass Pike. La Route 128 représente un tronçon de l'I-95, qui ceinture la ville à l’ouest. La route 1 et l’I-93 parcourent l’agglomération du nord au sud. Face aux problèmes d’embouteillages, l’artère centrale (Central Artery) qui traverse le centre-ville a été remplacée par un tunnel appelé Big Dig.

## Gastronomie
Voici quelques restaurants célèbres de la ville démolis ou encore actifs :
- Julien's Restorator

## Jumelages
Liste des villes jumelées à Boston :
- Kyoto (Japon) depuis 1959 ;
- Strasbourg (France) depuis 1960 ;
- Barcelone (Espagne) depuis 1980 ;
- Hangzhou (Chine) depuis 1982 ;
- Padoue (Italie) depuis 1983 ;
- Melbourne (Australie) depuis 1985 ;
- Taipei (Taïwan) depuis 1996 ;
- Sékondi (Ghana) depuis 2001 ;
- Belo Horizonte (Brésil) depuis 2007.

## Voir aussi

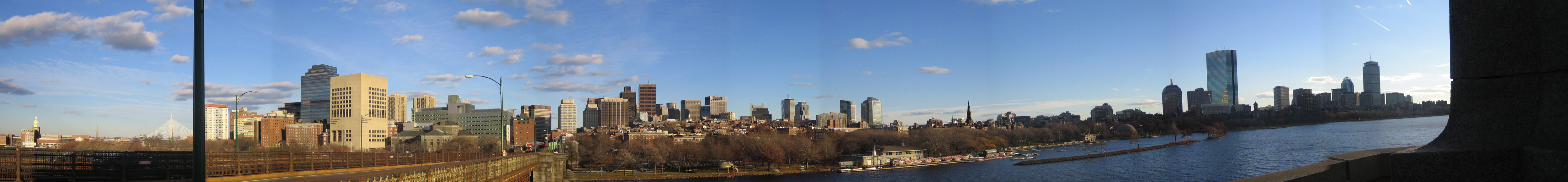
Vue panoramique de Boston.

### Articles connexes

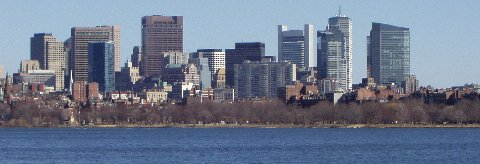
Le centre-ville et le quartier Back Bay, vus de l’autre rive de la Charles River.